# Depositi della metropolitana di Parigi

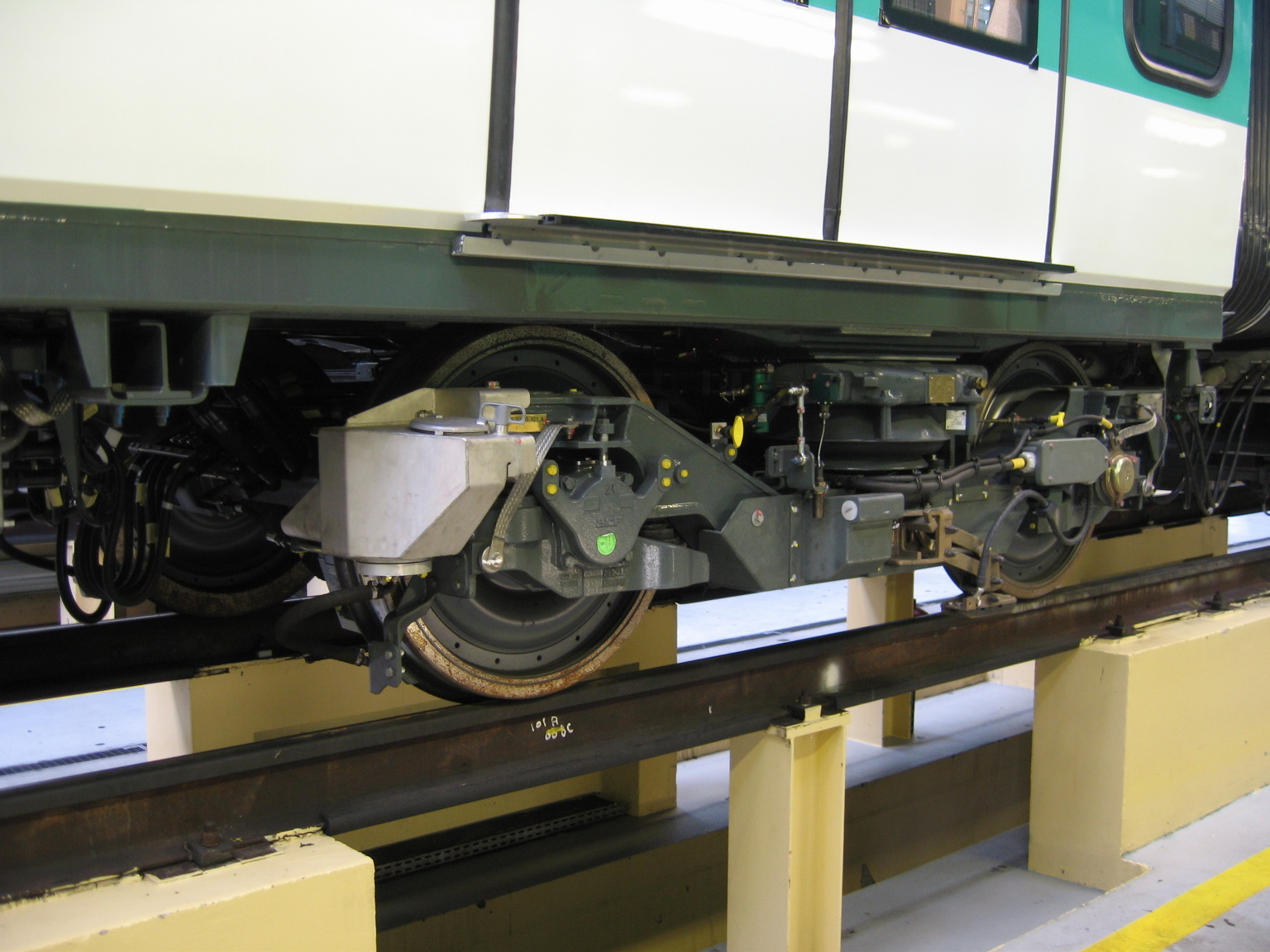
Carrello di un MF 01 a Bobigny

I depositi (ateliers) della metropolitana di Parigi sono i luoghi deputati al ricovero e alla manutenzione dei treni della metropolitana di Parigi. Sono in genere vicini ai vari capolinea.

## Organizzazione

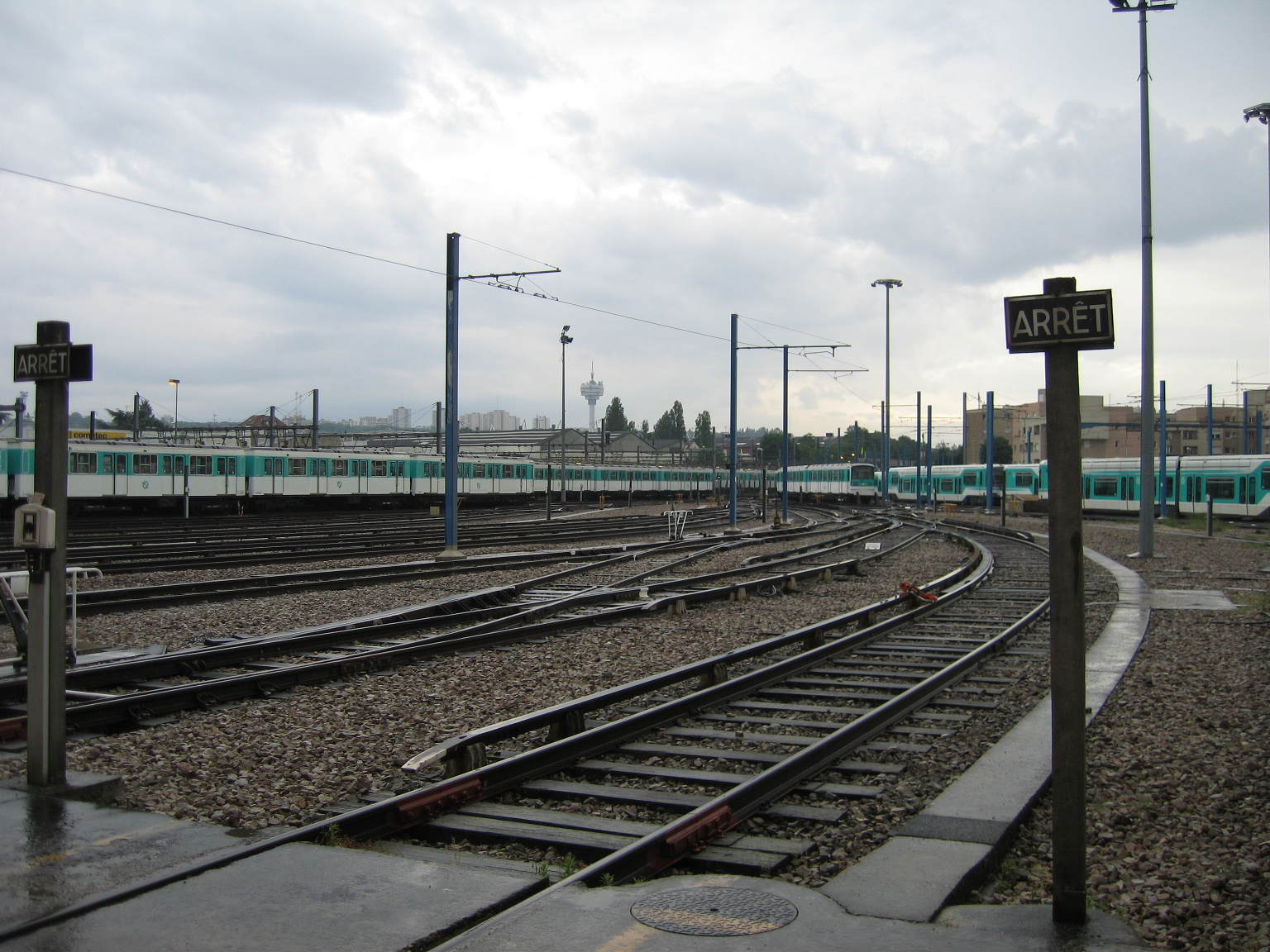
Il deposito di Bobigny.

La RATP dispone di due tipi di deposito:
- petite révision (PR), per la manutenzione ordinaria dei treni;
- grande révision (GR), per la revisione radicale dei convogli, da effettuare a intervalli regolari.

Con la modernizzazione del parco mezzi, si può osservare una certa "specializzazione" dei vari depositi, che tuttavia erano stati concepiti per servire una sola linea l'uno.

### Petite révision
I depositi per le piccoli revisioni (ateliers de petite révision - PR) hanno per missione la manutenzione ordinaria e costante dei treni e la riparazione di avarie medio-piccole. Ogni deposito è deputato alla gestione di una linea, ed è ad essa raccordato. Ognuno è dotato di una centralina di controllo che monitora le condizioni del traffico; in caso di avaria su un treno, l'addetto fa subito partire i soccorsi.
Ogni convoglio fa una revisione di questo tipo circa ogni 1500 km, dunque una volta a settimana.

### Grande révision
I depositi per le grandi revisioni (ateliers de grande révision - GR) si incaricano di revisionare radicalmente i treni e riparare le avarie più gravi. Si occupano inoltre di riallestire e modificare la meccanica e l'aspetto dei convogli.
La revisione di questo tipo viene effettuata ogni 400 000 km percorsi.

### Altri tipi di deposito

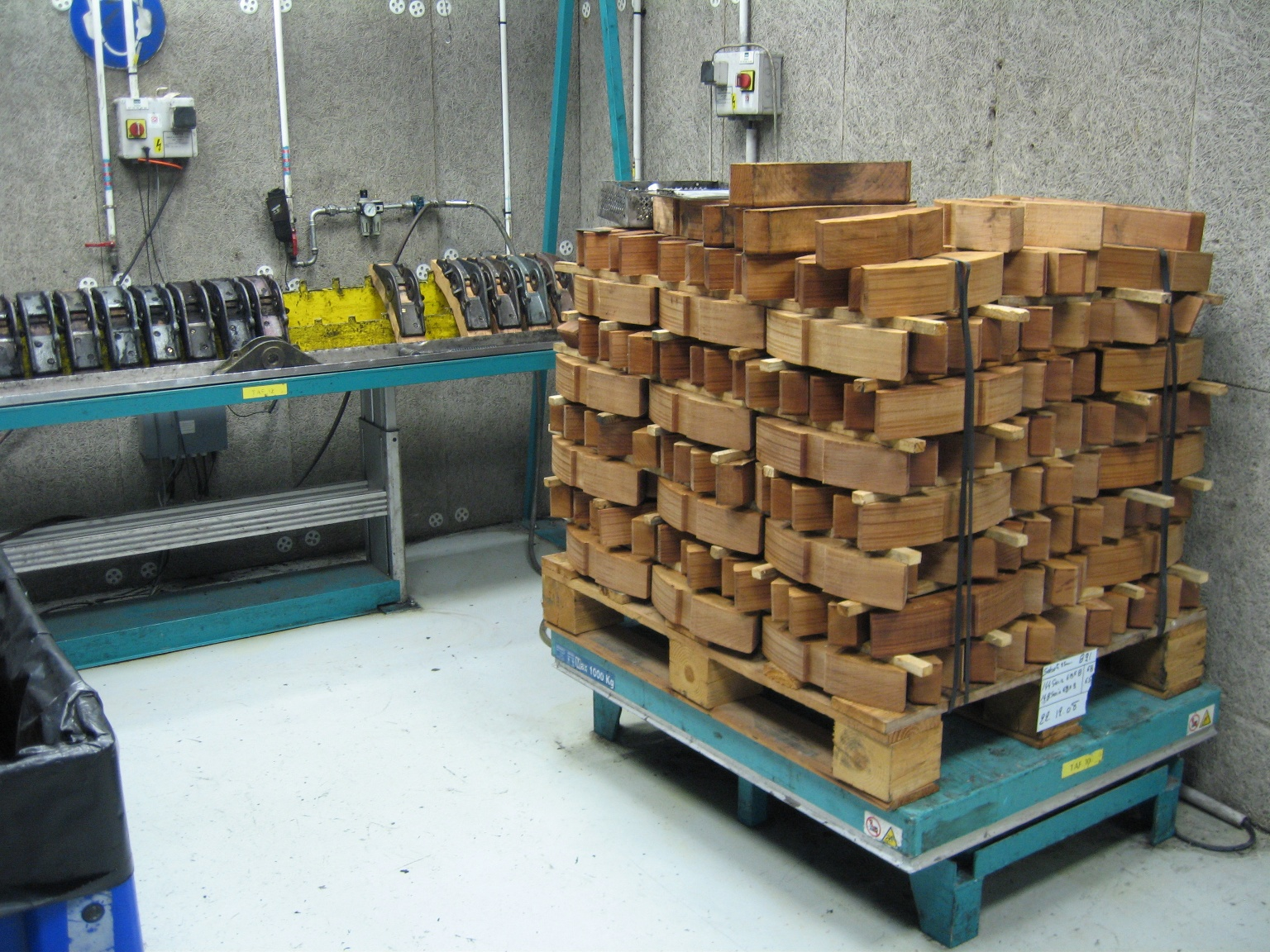
Pastiglie dei freni in legno per un elettrotreno MP 59, costruite a Vaugirard.

Il deposito di Vaugirard è dedicato, oltre che alla linea 12, ai mezzi da lavoro e alla fabbricazione di pezzi di ricambio.

## Livelli
La manutenzione si organizza su cinque livelli:

### Livello 1: manutenzione operativa
Interventi leggeri, operazioni effettuabili con i controlli stessi del treno e dichiarazione dei guasti. Se ne occupano di norma i macchinisti.

### Livello 2: manutenzione di vicinanza
Interventi di breve durata (meno di un'ora), in generale nei centres de dépannage des trains (CDT - centri di riparazione dei treni), e le manutenzioni preventive presso gli ateliers de maintenance des trains (AMT - depositi di manutenzione dei treni) nei quali si lavora su comfort e sicurezza dei passeggeri.

### Livello 3: manutenzione rinforzata
Realizzat da tecnici specializzati presso gli ateliers de maintenance des trains; concerne i cambi di equipaggiamento dei treni.

### Livello 4: manutenzione patrimoniale
Negli ateliers de maintenance patrimoniale (AMP - depositi di manutenzione patrimoniale) si riparano e revisionano i meccanismi rimossi nel livello 3.
Negli ateliers de maintenance des équipements (AME - depositi di manutenzione degli equipaggiamenti) ci si occupa di sistemi elettronici, idraulici e pneumatici.

### Livello 5: rinnovamento
Riallestire i treni per allungarne la vita e la confortevolezza. È in genere appaltata a imprese esterne.

## Storia
Lo sviluppo dei depositi è direttamente proporzionale a quello delle linee del metrò. Il primo apre a Charonne nel 1900, vicino al capolinea Porte de Vincennes della linea 1. Fu legato alle linee 1 e 2 tramite un tunnel con la stazione di Nation. Da questo deposito vengono via via immessi in linea i nuovi treni.
Nel dicembre 1904, apre il deposito di Saint-Fargeau; viene collegato alla linea 3, subito dopo il terminal di Gambetta. Nel 1906, apre il deposito a Italie, a beneficio delle linee 2 sud, 5 e 6.
Il quarto deposito apre nel 1908 a Saint-Ouen, per la linea 4, alla quale è raccordato in corrispondenza della stazione Clignancourt.
La società del Nord-Sud apre il suo primo deposito nel 1910 a Vaugirard, per servire la linea A con un raccordo a Porte de Versailles. Da qui vengono immessi in linea i nuovi treni della compagnia.
L'estensione della rete spinge anche alla creazione di nuovi depositi. Si rifletté dunque sul fatto che, se per le piccole revisioni era importante essere vicini alla linea, per quelle più consistenti ciò non era così vitale, essendo queste ultime meno frequenti.
Pertanto apre, nell'aprile 1912, apre il deposito di la Villette, destinato alle piccole revisioni della linea 7, mentre quelle più importanti venivano svolte a Saint-Fargeau.
Il deposito di Auteuil, per la prima volta interamente sotterraneo, entra in servizio nel 1925; gli vengono affidate le grandi revisioni per i treni delle linee 8 e 9. Questo deposito comprende due fasci binari, uno congiunto alla linea 8 (oggi linea 10) a porte d'Auteuil, e l'altro alla linea 9 a porte de Saint-Cloud. Le grandi revisioni erano deputate a Charonne (linea 8), e a Saint-Ouen (linea 9).
Al contempo un piccolo deposito fu ricavato a Invalides per le piccole manutenzioni della linea 10.

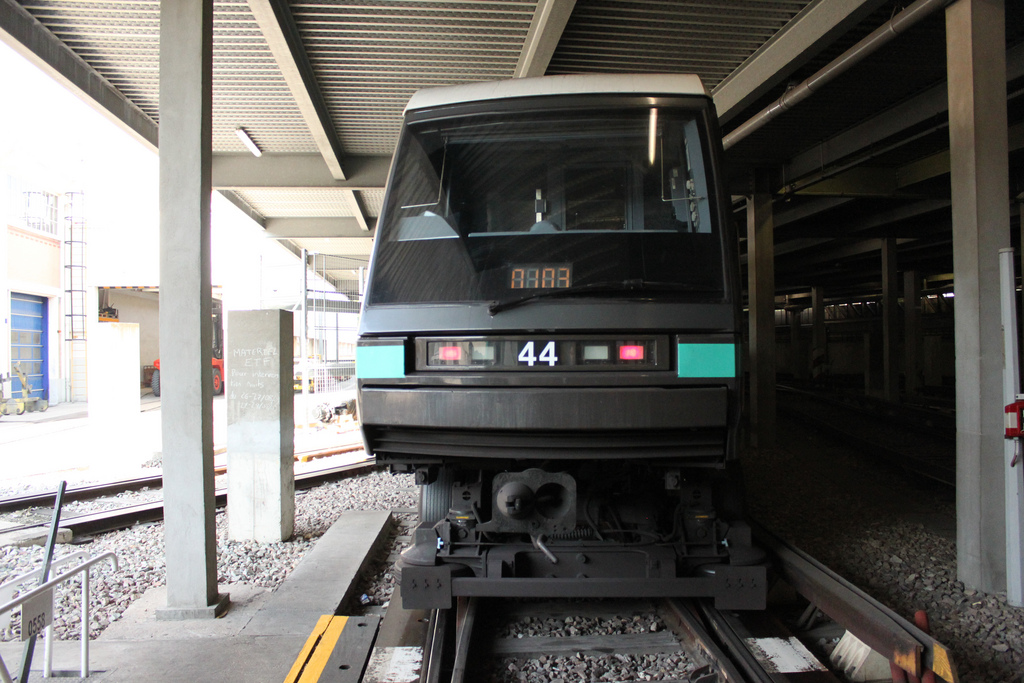
Treno MP 89 al deposito di Fontenay.

Nel 1931 apre il deposito di Choisy; raccordato a Porte d'Ivry con la linea 7, si occupava delle grandi revisioni delle linee 7, 8 e 9, e delle piccole revisioni della linea 7. Il deposito di la Villette fu allora convertito ai servizi di manutenzione delle linee ferroviarie.
Nel 1934 entra in funzione il deposito di Fontenay-sous-Bois; raccordato a Château de Vincennes (linea 1), si occupò delle grandi revisioni delle linee 1 e 8, e delle piccole solo per la linea 1. Lo stesso anno apre il deposito di Boulogne, essendo quello di Auteuil ormai insufficiente per le linee 8 e 9. Ad esso furono affidate le piccole manutenzioni della linea 9, alla quale si raccordò a Pont de Sèvres.
Nel 1937 è la volta del deposito di Javel, che viene raccordato alla stazione Lourmel della linea 8; si occupa delle piccole revisioni. Lo stesso anno, dopo il prolungamento della linea 11 a Lilas, vi viene aperto un altro deposito, che sarà poi il primo a poter accogliere i treni su pneumatici. La costruzione dei depositi a Choisy e Fontenay permette di accorpare il più possibile le grandi revisioni, che non vengono più eseguite a Italie dal 1934, a Saint-Fargeau dal 1938, e a Charonne nel 1948.
Nel 1974 apre un nuovo deposito a Pleyel, per servire la linea 13 prolungata a nord.
Dopo l'allungamento della linea 5 a Bobigny nel 1985, nel 1988 vi viene aperto un nuovo deposito. Nel 1998, apre un deposito provvisorio a Olympiades per la linea 14, che nel 2007, si trasferisce a Maison Blanche.

## Ripartizione dei depositi
L'apparizione di più tipi di treni differenti, a partire dagli anni 1950, ha spinto a raggruppare per modello i lavori di grande manutenzione, che si svolgono oggi in tre depositi. In dettaglio, il deposito di Fontenay si occupa dei treni su gomma MP 59, MP 73, MP 89 e MP 05, il deposito di Choisy si dedica ai MF 67, MF 01 e MF 88, mentre il deposito di Saint-Ouen si occupa dei MF 77.
I depositi di piccola revisione sono ripartiti in tre tipi, ciascuno dei quali fa riferimento a un solo deposito di grande revisione.

## Lista dei depositi

### Fontenay
| Atelier de Fontenay AMT L.1 - AMP |                                                |
| Sede                              | 16, rue J.J. Rousseau 94120 Fontenay-sous-Bois |
| Posizione                         | 48°50′50.75″N 2°27′26.55″E                     |
| Apertura                          | 1934                                           |
| Ristrutturazione                  | 1960                                           |
| Superficie                        | 31 000 m2                                      |
| Impiegati                         | 330                                            |
| Linee servite                     | 1                                              |
| Tipo di treni                     | su gomma                                       |

Il deposito di Fontenay, sito in banlieue a Fontenay-sous-Bois, è connesso alla linea A del RER e alla linea 1 da un tunnel a binario unico con sbocco a Château de Vincennes; si occupa dei treni MP 59, MP 73, MP 89 e MP 05.

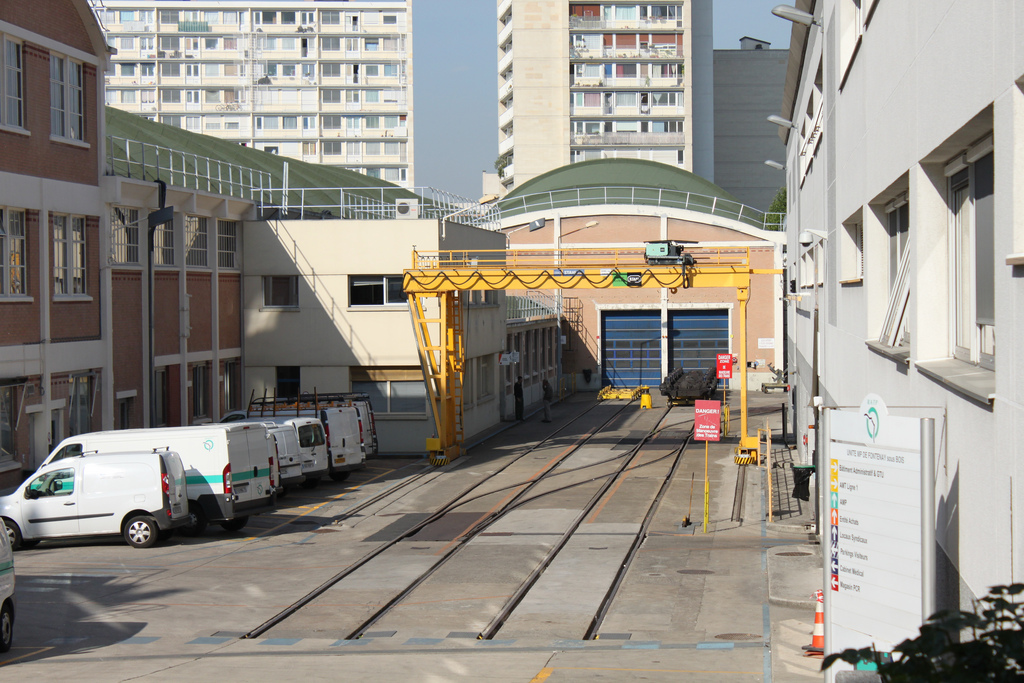
Entrata del deposito a Fontenay-sous-Bois.
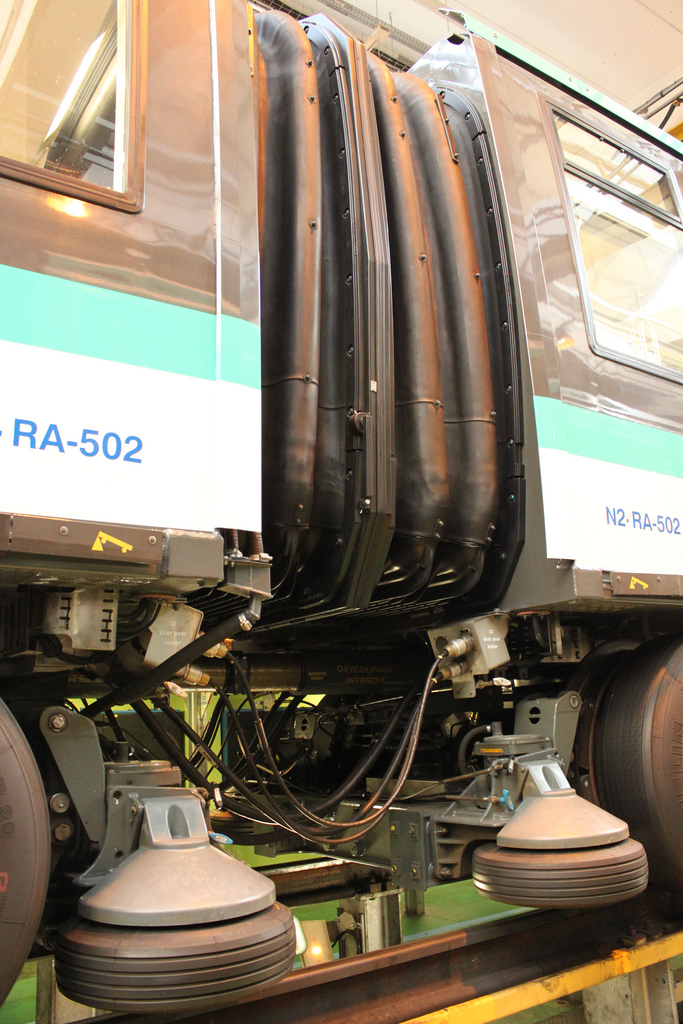
Dettaglio di un MP 05 in deposito.
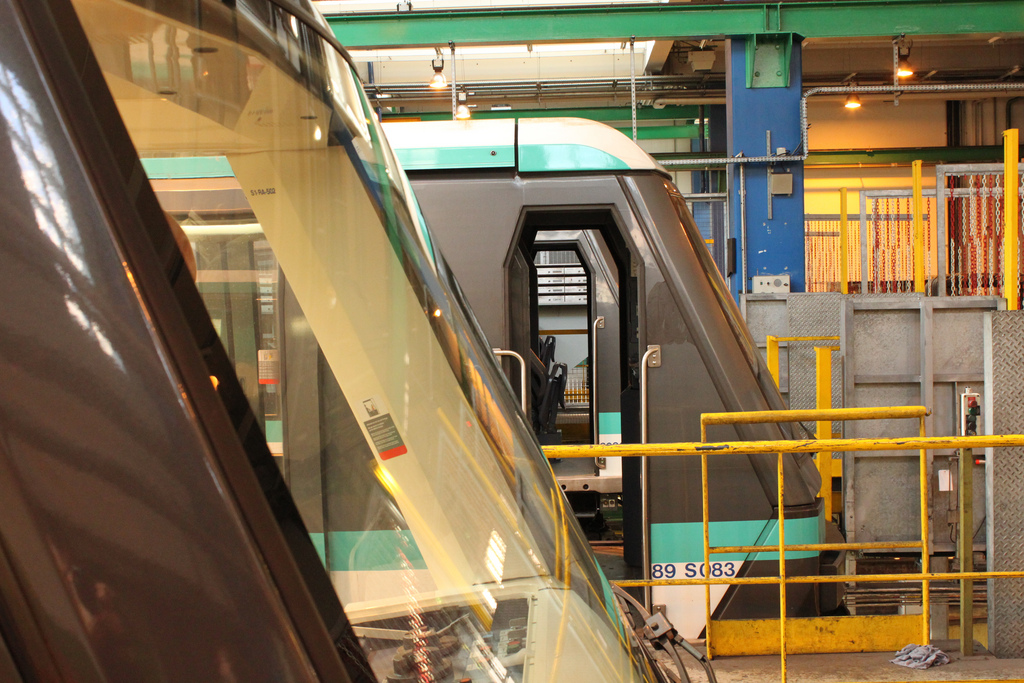
Un treno MP 89 a fianco di un MP 05 automatico.

### Maillot
| Atelier de Maillot AMT L.1 |                                        |
| Sede                       | Place de la Porte-Maillot 75017 Parigi |
| Posizione                  | 48°52′37.93″N 2°17′03.12″E             |
| Apertura                   | 2011                                   |
| Linee servite              | 1                                      |
| Tipo di treni              | su gomma                               |

Deposito per la manutenzione dei treni MP 05 della linea 1 ricavato sul vecchio fascio binari dell'ex capolinea Maillot. È raccordato da un binario costruito nel 2007 alla linea.

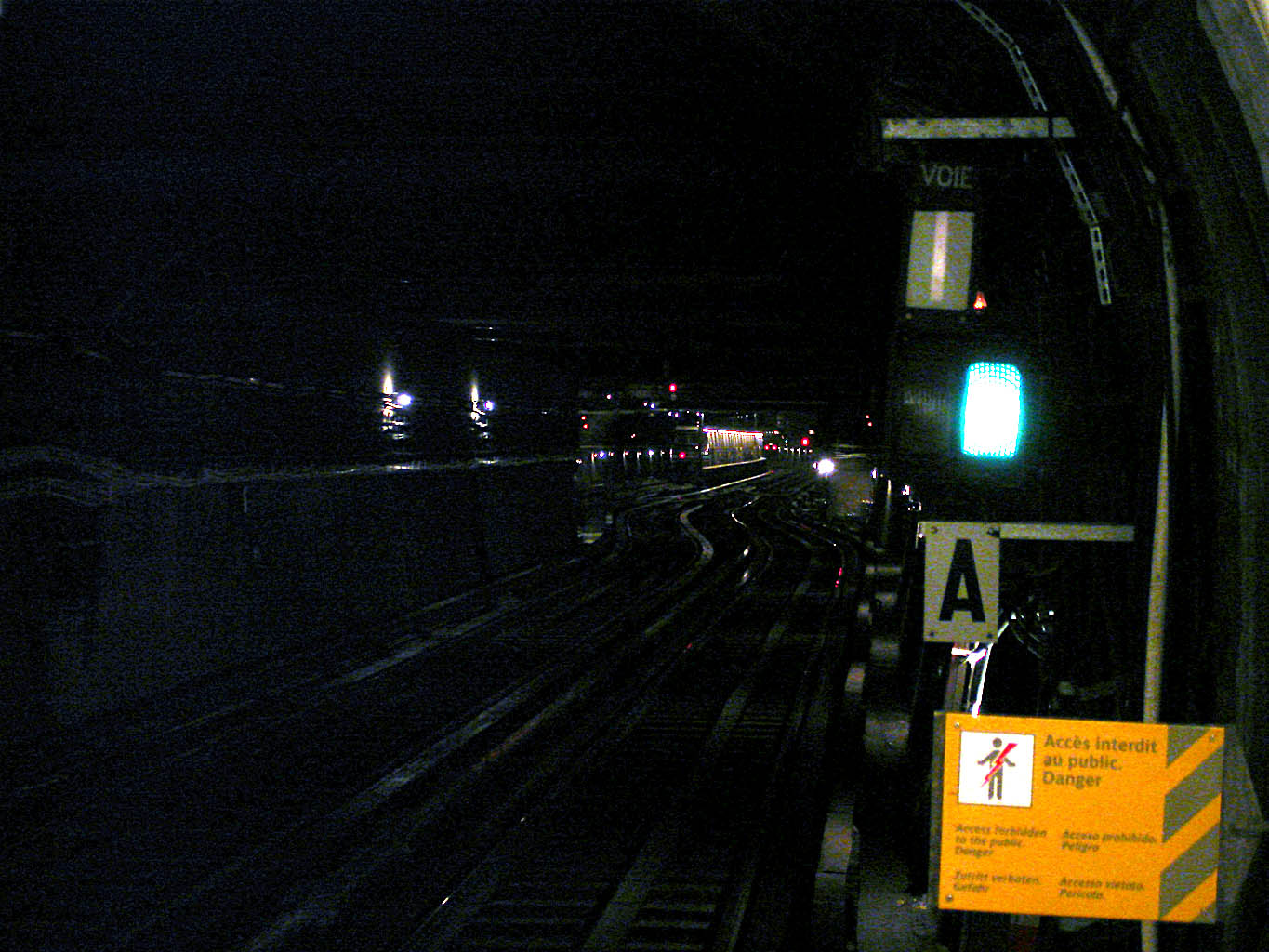
Vista del tunnel dopo Porte Maillot, che conduce al deposito

### Charonne
| Atelier de Charonne AMT L.2 |                               |
| Sede                        | 89, rue de Lagny 75020 Parigi |
| Posizione                   | 48°50′57.28″N 2°24′34.1″E     |
| Apertura                    | 1900                          |
| Ristrutturazione            | 1983                          |
| Superficie                  | 11 130 m2                     |
| Impiegati                   | 50                            |
| Linee servite               | 2                             |
| Tipo di treni               | su ferro                      |

Il deposito di Charonne sovrintende alla linea 2. Vi è un binario di collegamento alla stazione Nation. Il fascio binari è senza uscita ed è collegato con un binario unico al vecchio capolinea della linea 1 Porte de Vincennes.

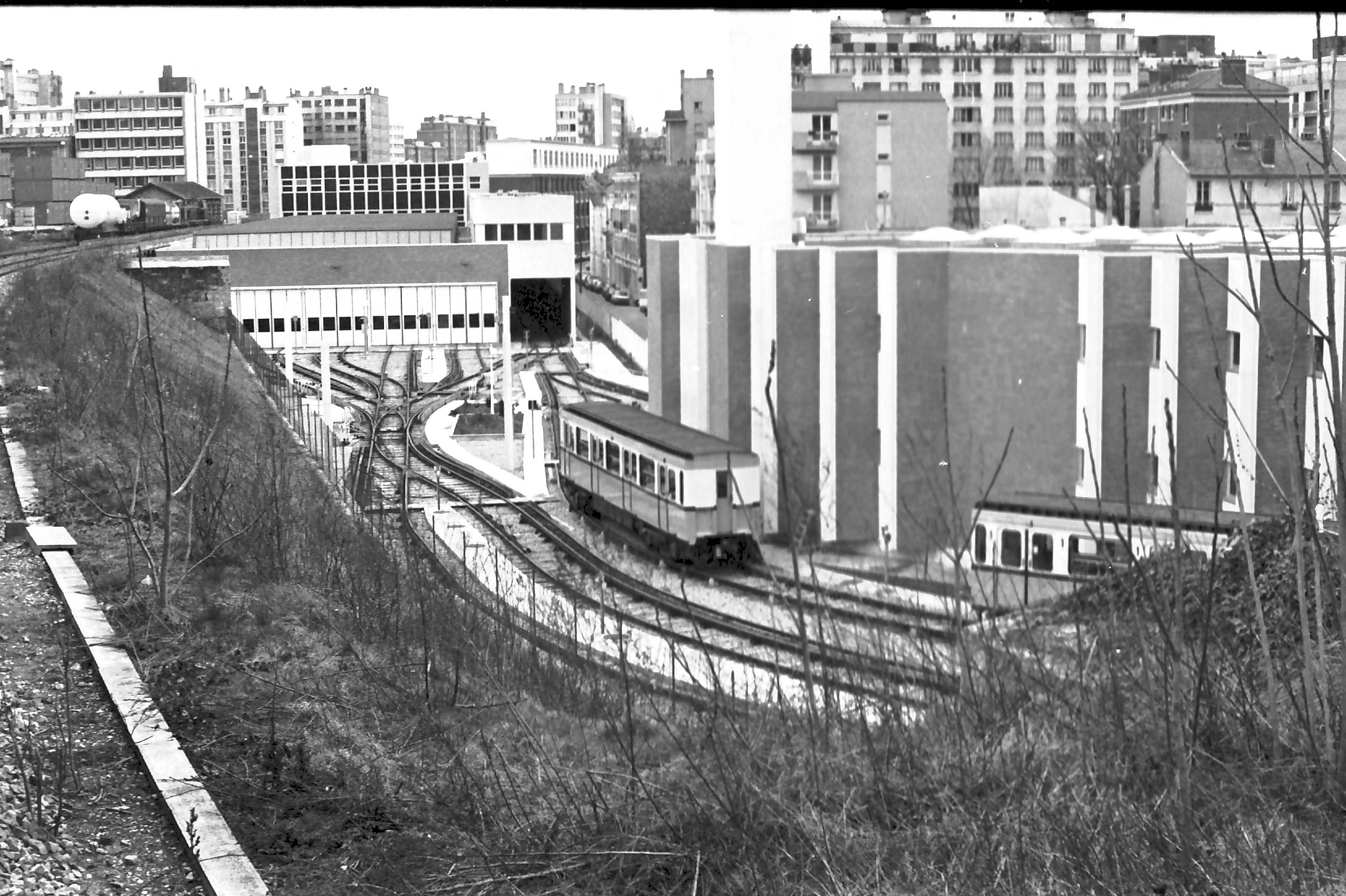
Vista nel 1984
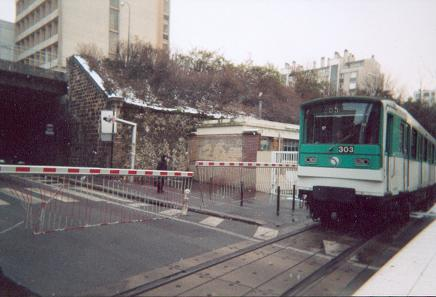
Passaggio a livello, rue de Lagny
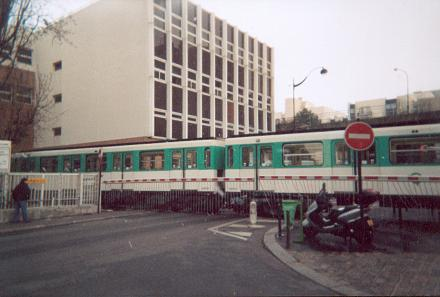
Passaggio a livello

### Saint-Fargeau
| Atelier de Saint-Fargeau AMT L.3/3 bis - AME |                              |
| Sede                                         | 5, rue de la Py 75020 Parigi |
| Posizione                                    | 48°51′49.33″N 2°24′22.43″E   |
| Apertura                                     | 1904                         |
| Ristrutturazione                             | 2009                         |
| Superficie                                   | 15 112 m2                    |
| Impiegati                                    | 150                          |
| Linee servite                                | 3, 3 bis, 7 bis              |
| Tipo di treni                                | su ferro                     |

Il deposito di Saint-Fargeau assicura la manutenzione dei treni delle linee 3, 3 bis e 7 bis. Si collega alla linea 3 in corrispondenza di Gambetta e al deposito di Pré-Saint-Gervais. Dal 2009, il deposito ospita il posto di controllo delle linee 3 e 3bis. 

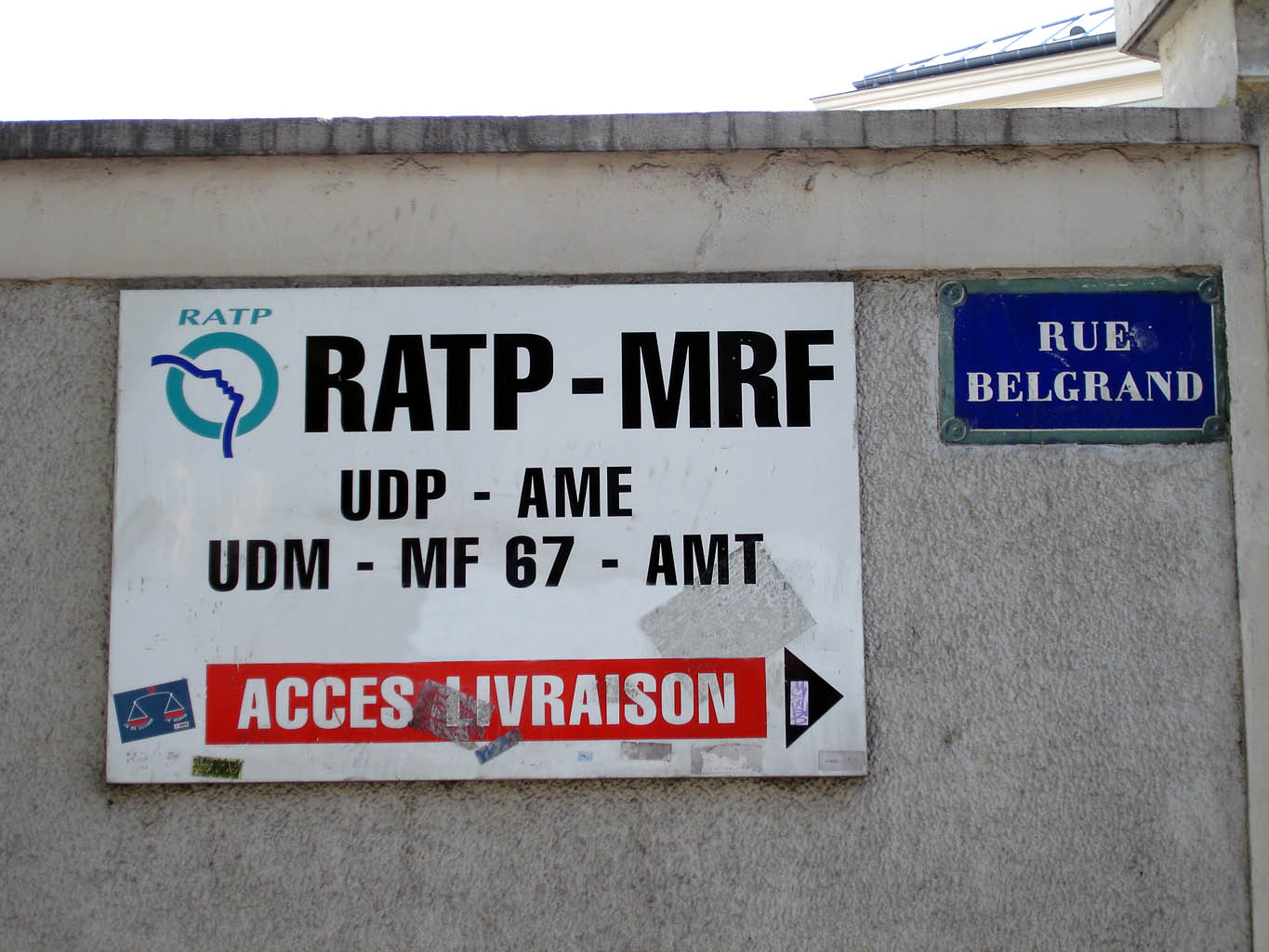
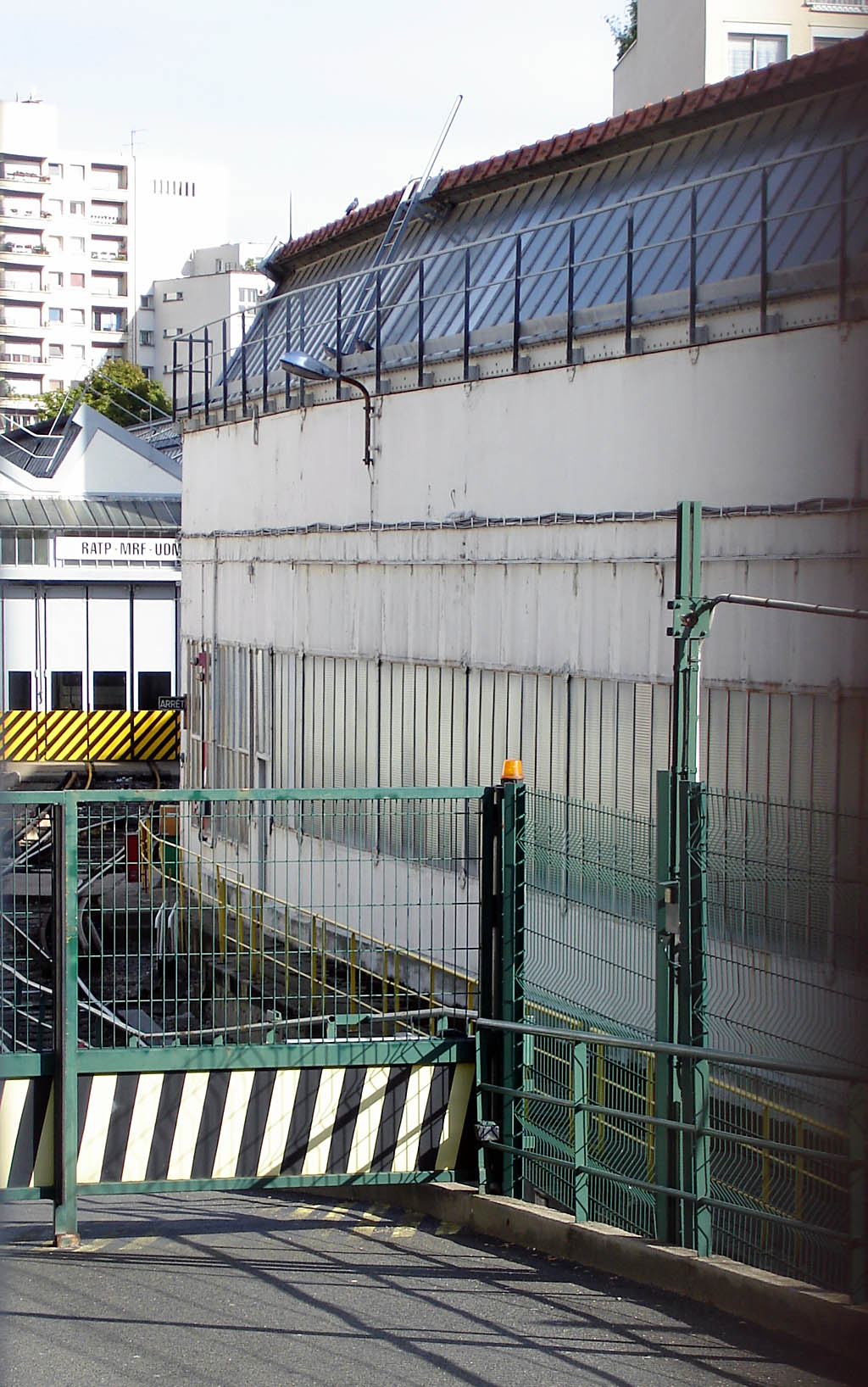

### Saint-Ouen
| Atelier de Saint-Ouen AMT L.4 - AMP - AME |                                               |
| Sede                                      | 109 bis-117, avenue Michelet 93400 Saint-Ouen |
| Posizione                                 | 48°54′08.4″N 2°20′40.89″E                     |
| Apertura                                  | 1908                                          |
| Superficie                                | 26 319 m2                                     |
| Impiegati                                 | 260                                           |
| Linee servite                             | 4                                             |
| Tipo di treni                             | misto                                         |

Il deposito di Saint-Ouen-sur-Seine si occupa della manutenzione dei treni della linea 4 e della revisione dei MF 77. Si raccorda alla linea 4 in corrispondenza di Porte de Clignancourt.

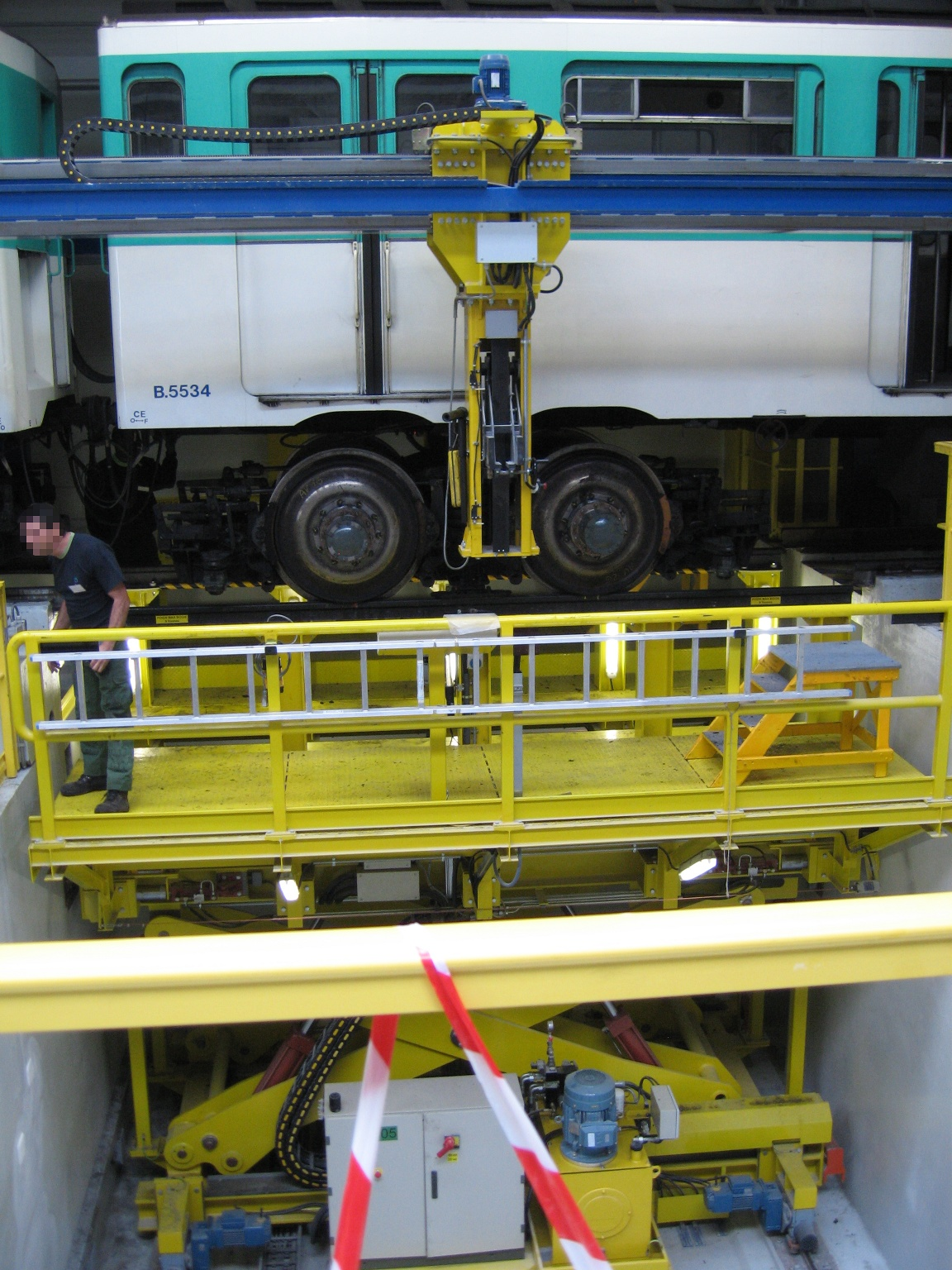
MP 59 sospeso sui martinetti all'AMT
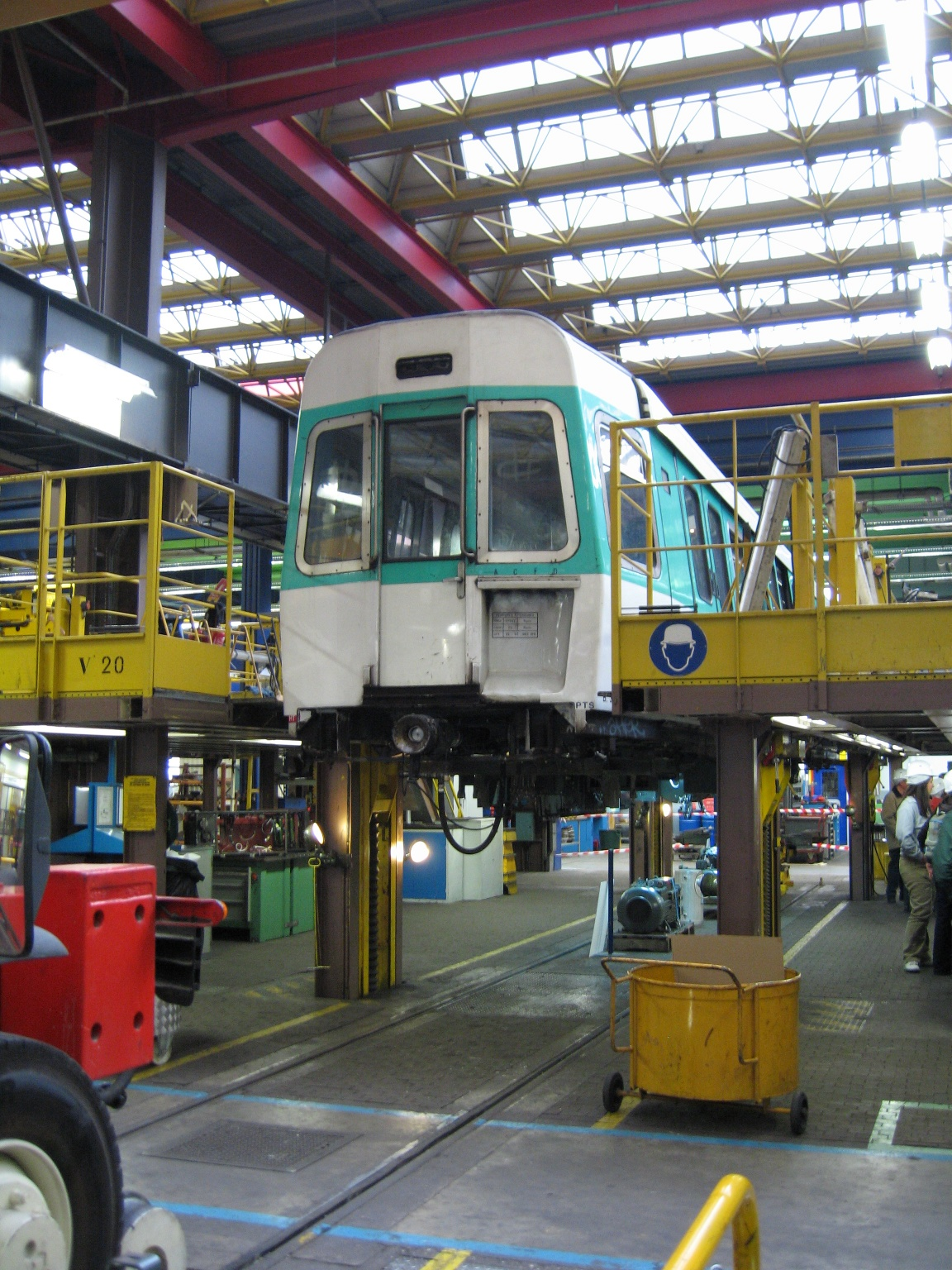
MF 77 sospeso sui martinetti all'AMP
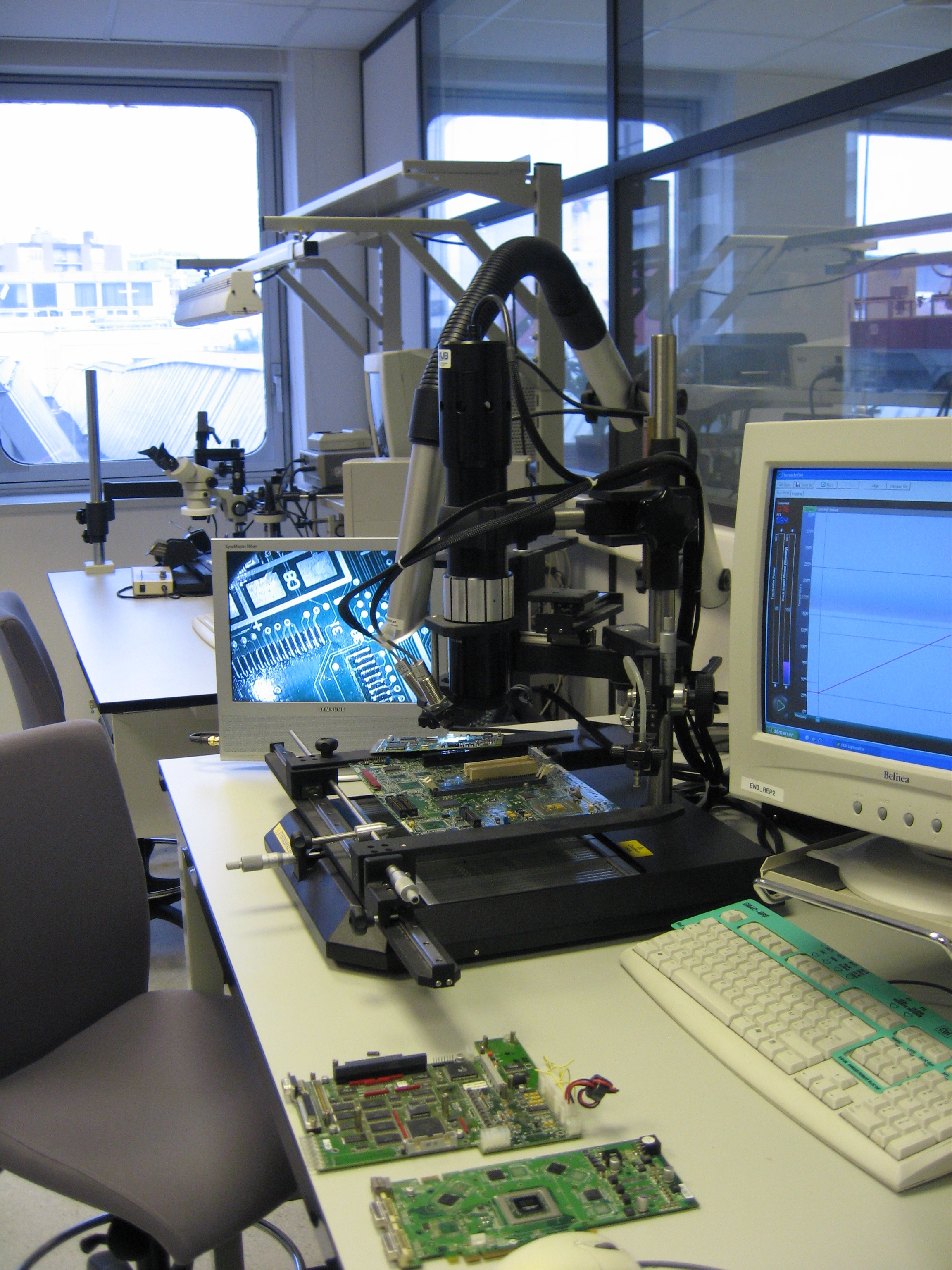
Sostituzione di componenti all'AME

### Bobigny
| Atelier de Bobigny AMT L.5 |                                                 |
| Sede                       | 5, avenue du Pdt Salvador Allende 93000 Bobigny |
| Posizione                  | 48°54′04.95″N 2°26′43.76″E                      |
| Apertura                   | 1988                                            |
| Ristrutturazione           | 1992                                            |
| Superficie                 | 43 900 m2                                       |
| Impiegati                  | 60                                              |
| Linee servite              | 5, Tramvia T1                                   |
| Tipo di treni              | su ferro                                        |

Il deposito di Bobigny si occupa della manutenzione della linea 5. Si raccorda alle stazioni Bobigny - Pantin - Raymond Queneau e Bobigny - Pablo Picasso. Si occupa altresì di fare manutenzione ai convogli della Linea T1 della rete tranviaria di Parigi.

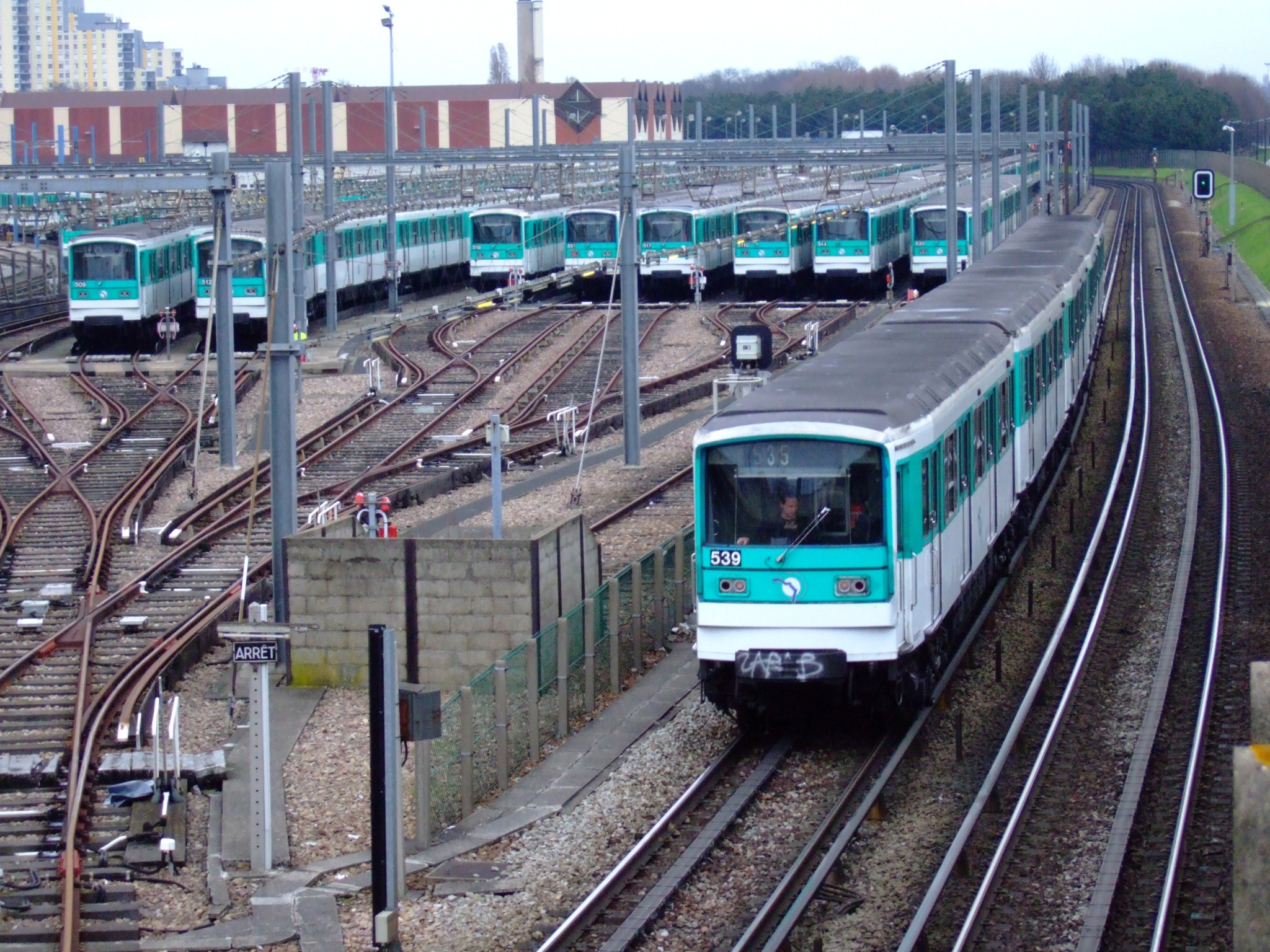
Vista del deposito
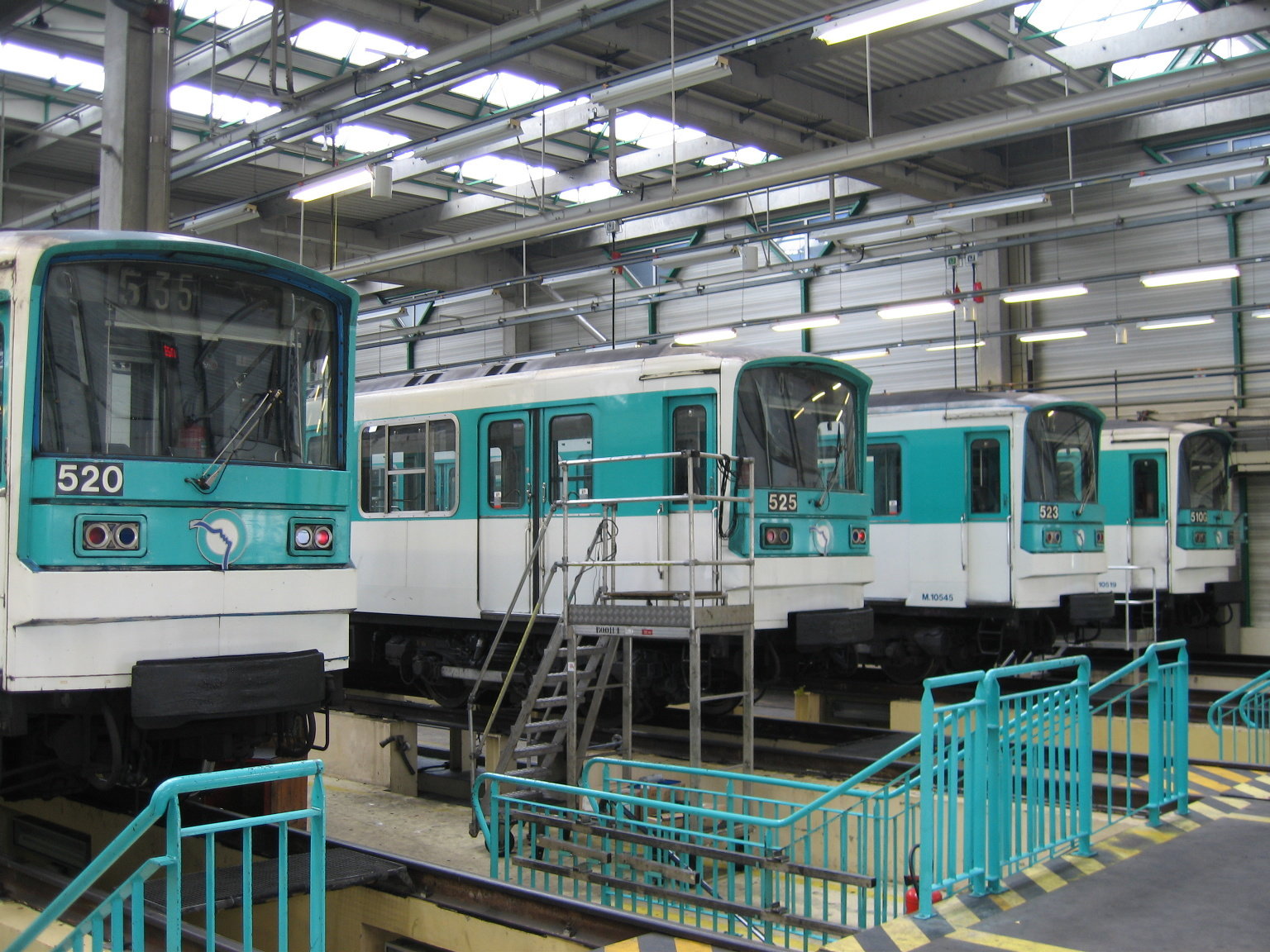
MF 67 sulle fosse
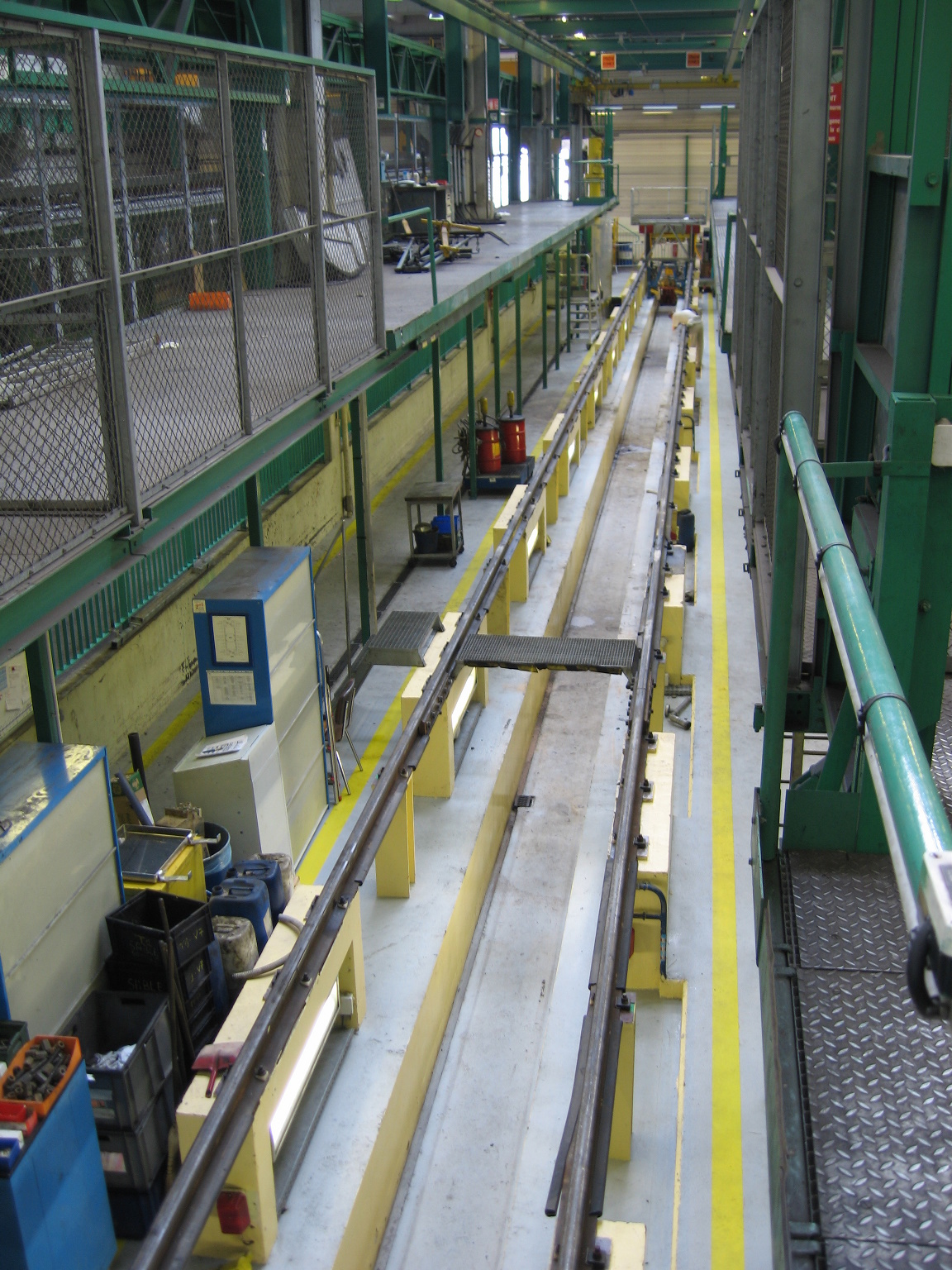
Le fosse viste dal tetto

### Italie
| Atelier d'Italie AMT L.6 |                                     |
| Sede                     | 10, rue Abel Hovelaque 75013 Parigi |
| Posizione                | 48°49′57.21″N 2°21′09.45″E          |
| Apertura                 | 1906                                |
| Ristrutturazione         | 1973                                |
| Superficie               | 11 500 m2                           |
| Impiegati                | 50                                  |
| Linee servite            | 6, 9                                |
| Tipo di treni            | su ferro                            |

Il deposito di Italie serve la linea 6. Si raccorda a questa linea (e anche alla linea 5, che serviva prima dell'ampliamento del deposito di Bobigny) alla stazione Place d'Italie. Durante i lavori di ristrutturazione del deposito di Boulogne, il deposito serve anche la linea 9.

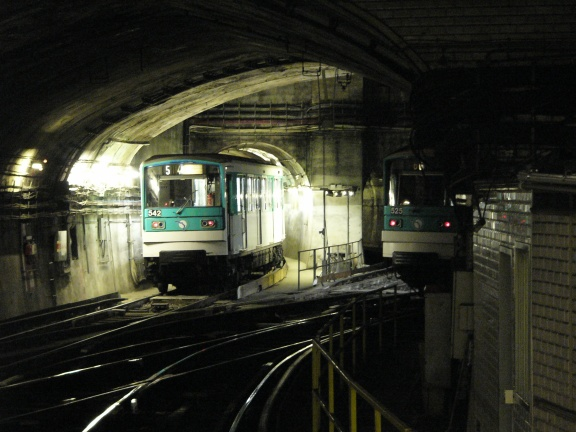
La galleria di Place d'Italie. Sulla sinistra si vede l'imbocco del raccordo che conduce al deposito (con due convogli MF 67).

### Choisy
| Atelier de Choisy AMT L.7 - AMP |                                                 |
| Sede                            | 21-27, avenue de la Porte d'Italie 75013 Parigi |
| Posizione                       | 48°49′00.14″N 2°21′45.19″E                      |
| Apertura                        | 1931                                            |
| Ristrutturazione                | 1973                                            |
| Superficie                      | 31 400 m2                                       |
| Impiegati                       | 300                                             |
| Linee servite                   | 7                                               |
| Tipo di treni                   | su ferro                                        |

Il deposito di Choisy si occupa della manutenzione dei MF 77 della linea 7 e della revisione dei treni MF 67, MF 88, MF 01 e dei treni della linea T3 del tram parigino. Si unisce alla linea 7 a Porte d'Ivry. Si occupa anche di inviare alla demolizione i treni MF 67 ritirati dal servizio.

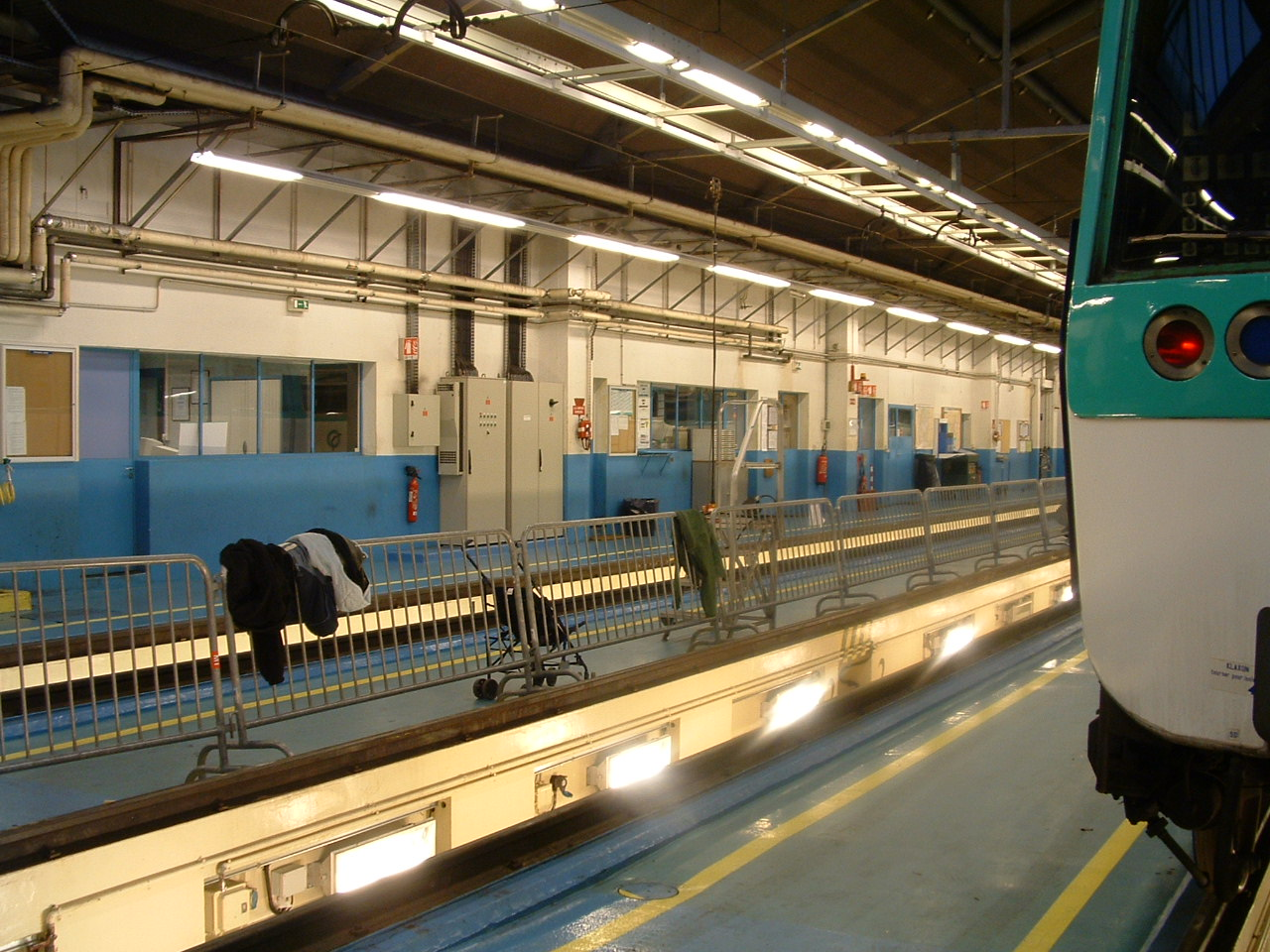
Vista del deposito
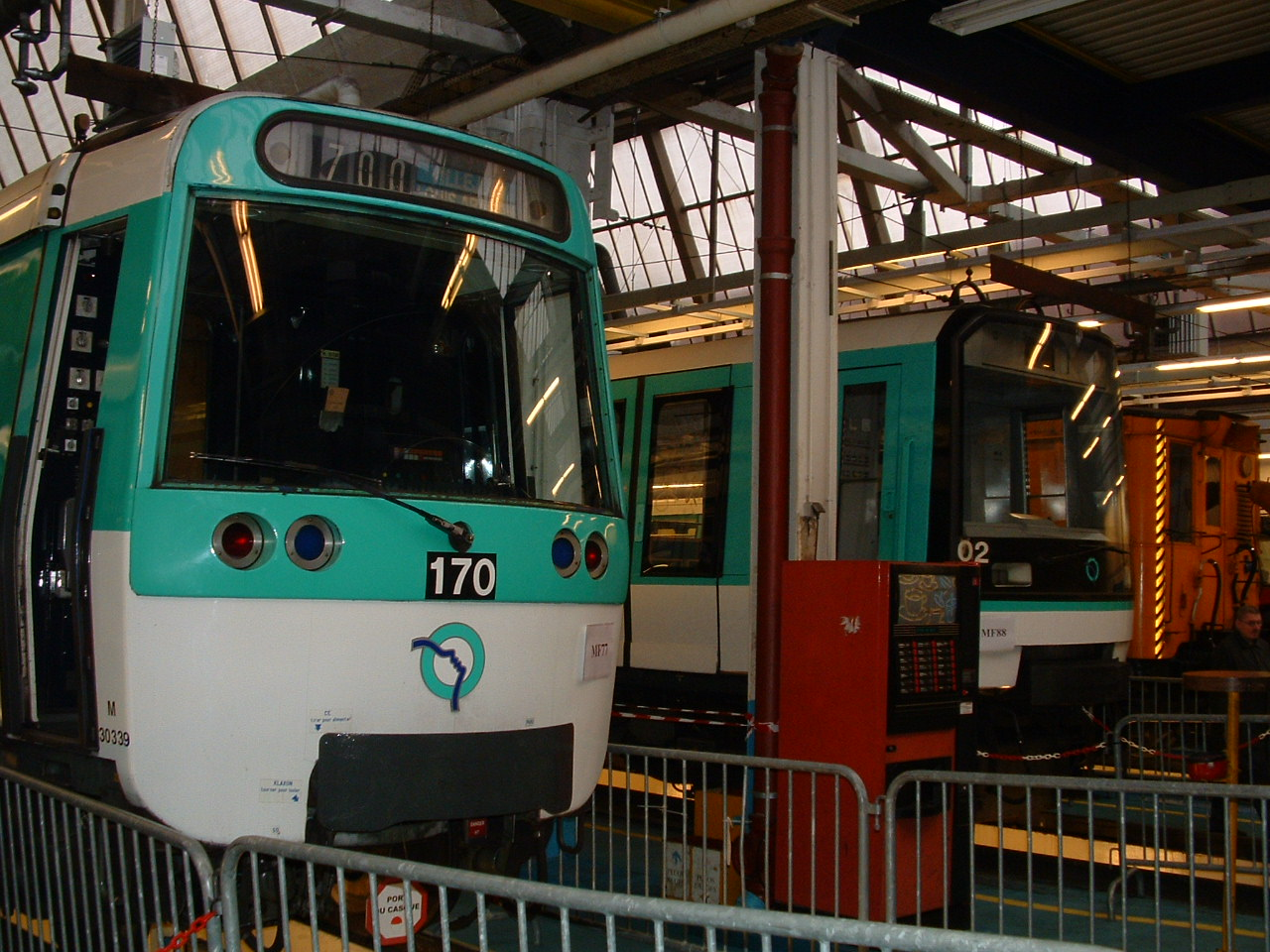
MF 77, MF 88 e treno da lavoro sulle fosse
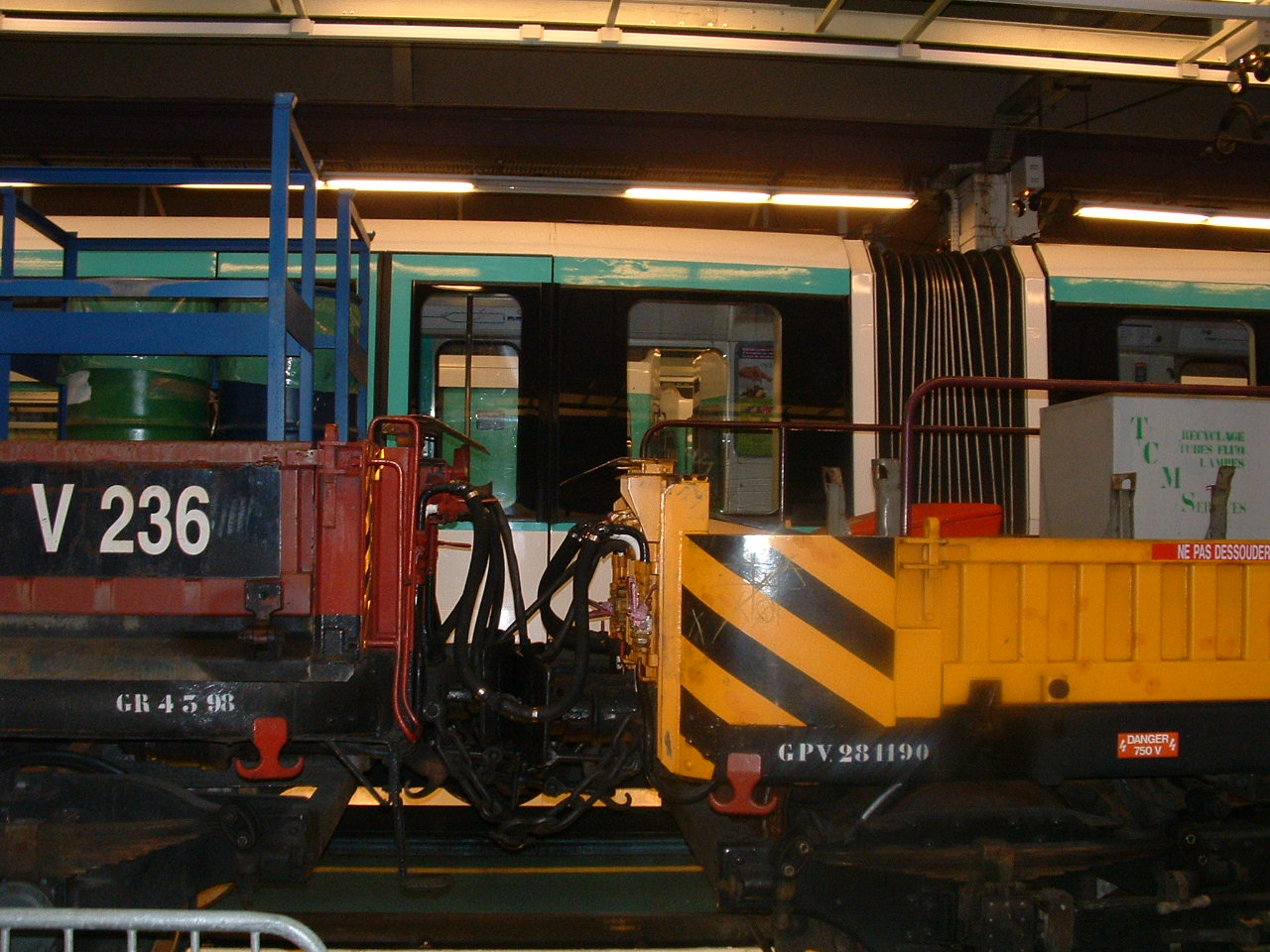
Treno da lavoro e MF 88

### Pré-Saint-Gervais
| Atelier de Pré-Saint-Gervais AMT L.7 bis |                           |
| Sede                                     | vedasi Saint-Fargeau      |
| Posizione                                | 48°52′48.9″N 2°23′56.09″E |
| Impiegati                                | vedasi Saint-Fargeau      |
| Linee servite                            | 7 bis                     |
| Tipo di treni                            | su ferro                  |

Si tratta di un piccolo deposito per la manutenzione dei treni della linea 7 bis, installato sul raccordo tra la linea 7bis e la linea 3bis, vecchio tratto mai entrato in servizio. Si unisce al deposito di Saint-Fargeau.

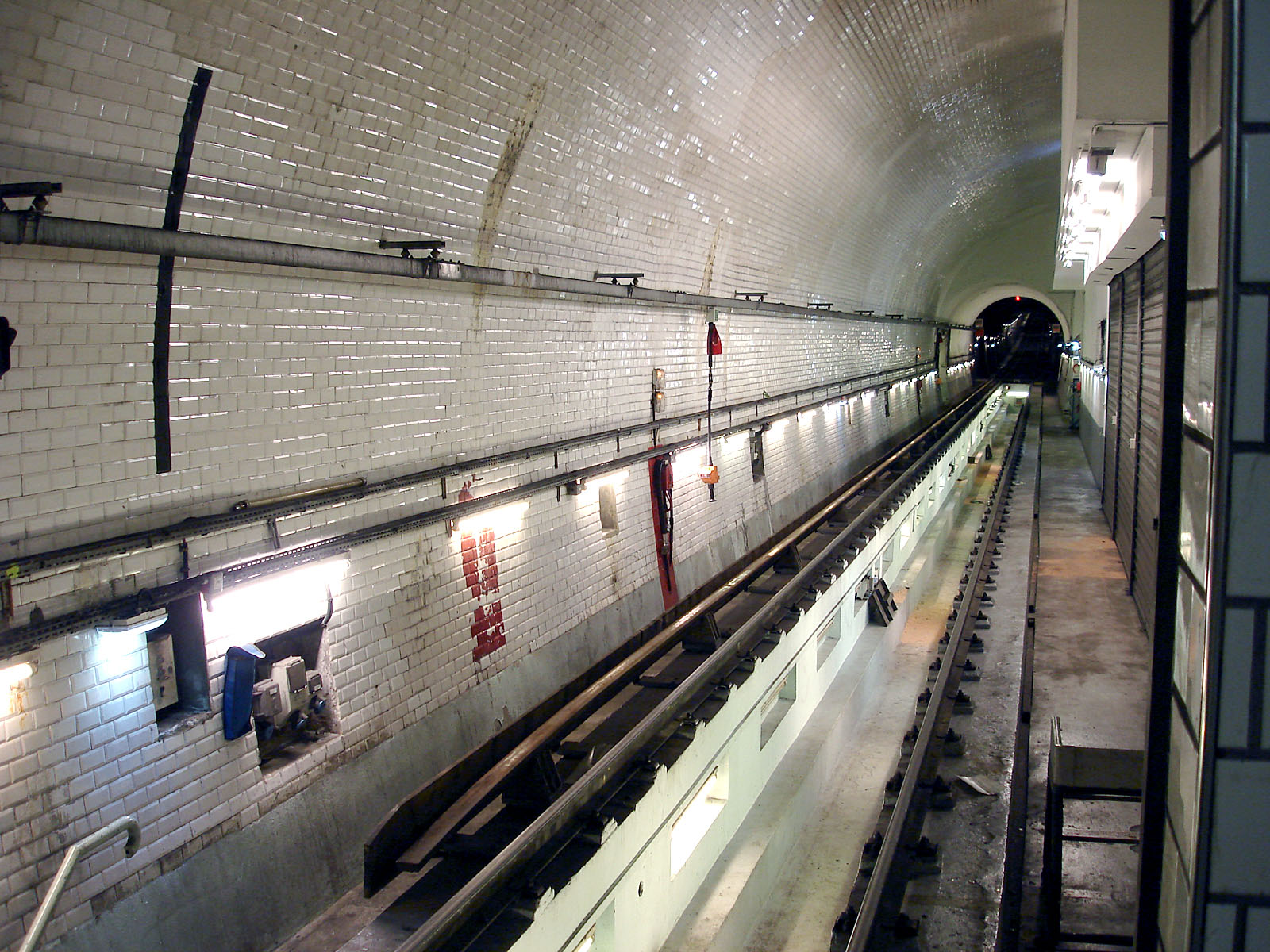
Il deposito
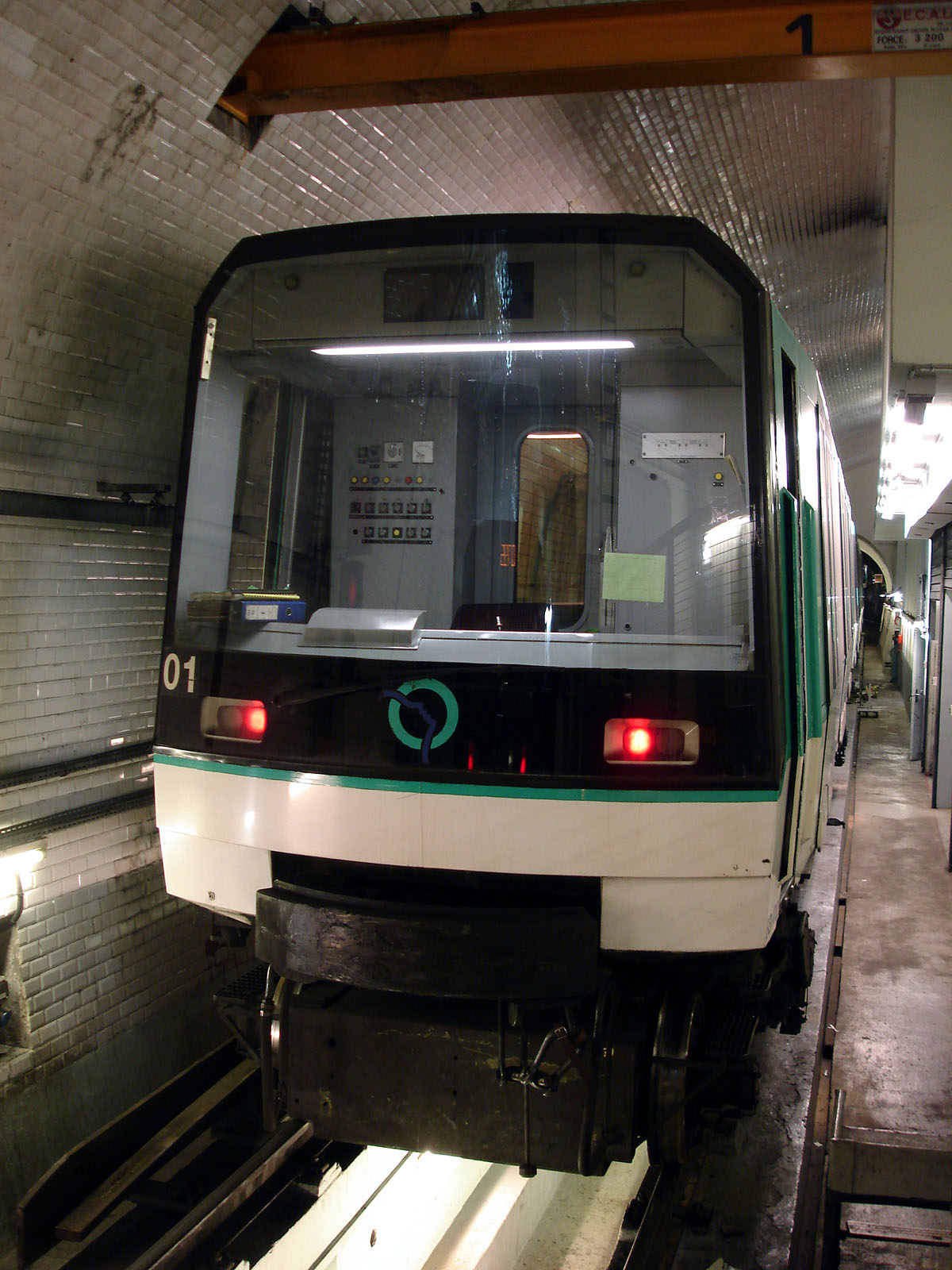
Treno MF 88-01 fermo sulla fossa

### Javel
| Atelier de Javel AMT L.8 |                                   |
| Sede                     | 13, rue Jean Maridor 75015 Parigi |
| Posizione                | 48°50′20.79″N 2°17′13.32″E        |
| Apertura                 | 1937                              |
| Ristrutturazione         | 1980                              |
| Superficie               | 9376 m2                           |
| Impiegati                | 75                                |
| Linee servite            | 8, 9                              |
| Tipo di treni            | su ferro                          |

A Javel si effettua la manutenzione dei treni delle linee 8 e 9 (questi ultimi solo fino a quando non sarà stato rinnovato il deposito di Boulogne). Si collega alla stazione Lourmel. Caratteristico è il tetto, interamente a vetrate.

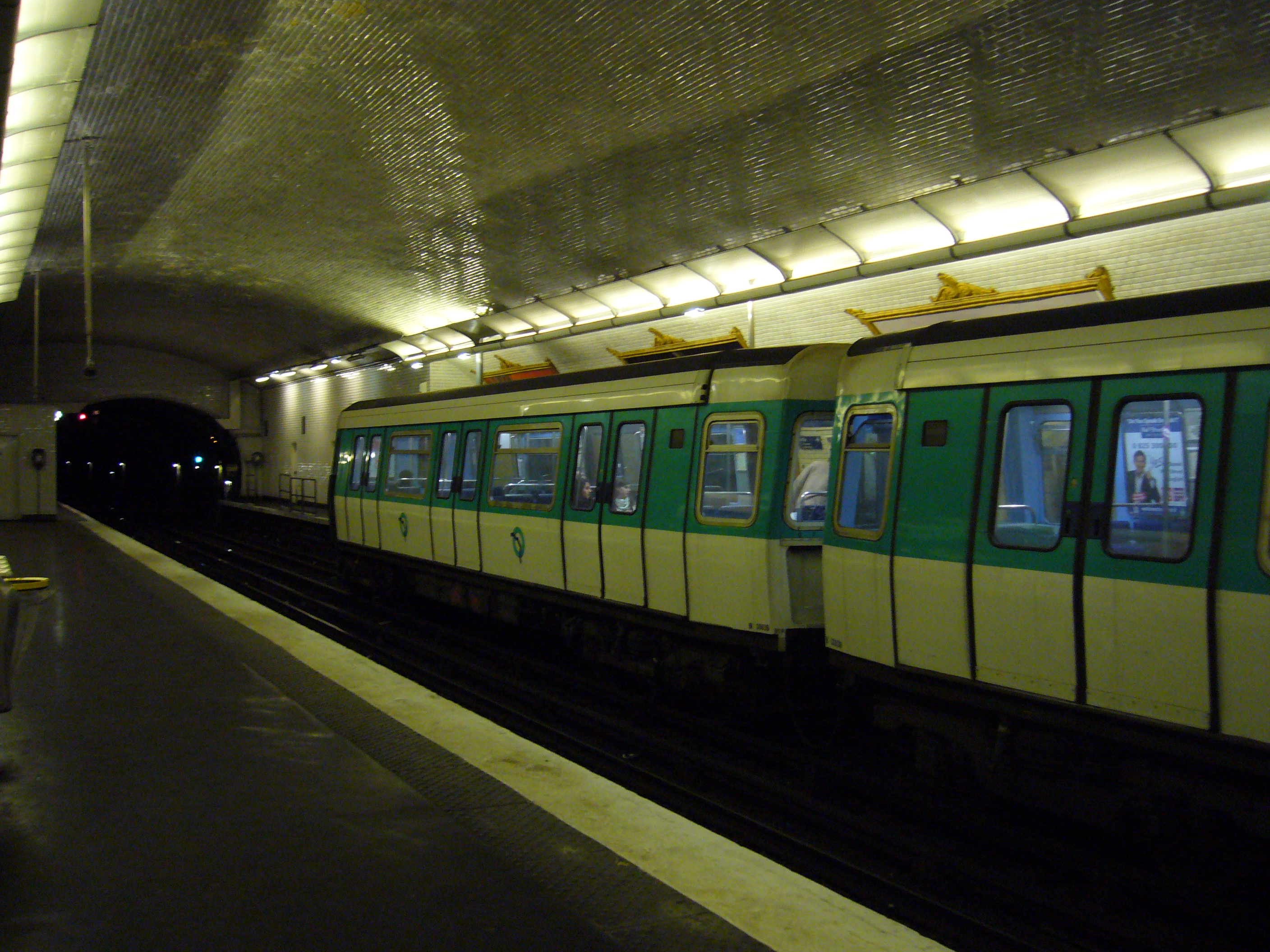
La stazione Lourmel (con un MF 77 in sosta), da dove si raggiunge il deposito.

### Créteil
| Atelier de Créteil AMT L.8 |                            |
| Posizione                  | 48°45′55.74″N 2°27′46.79″E |
| Apertura                   | 2011                       |
| Linee servite              | 8                          |
| Tipo di treni              | su ferro                   |

Il deposito di Créteil, di recentissima costruzione, si occupa della manutenzione dei treni della linea 8. Si raccorda al capolinea di Pointe du Lac.

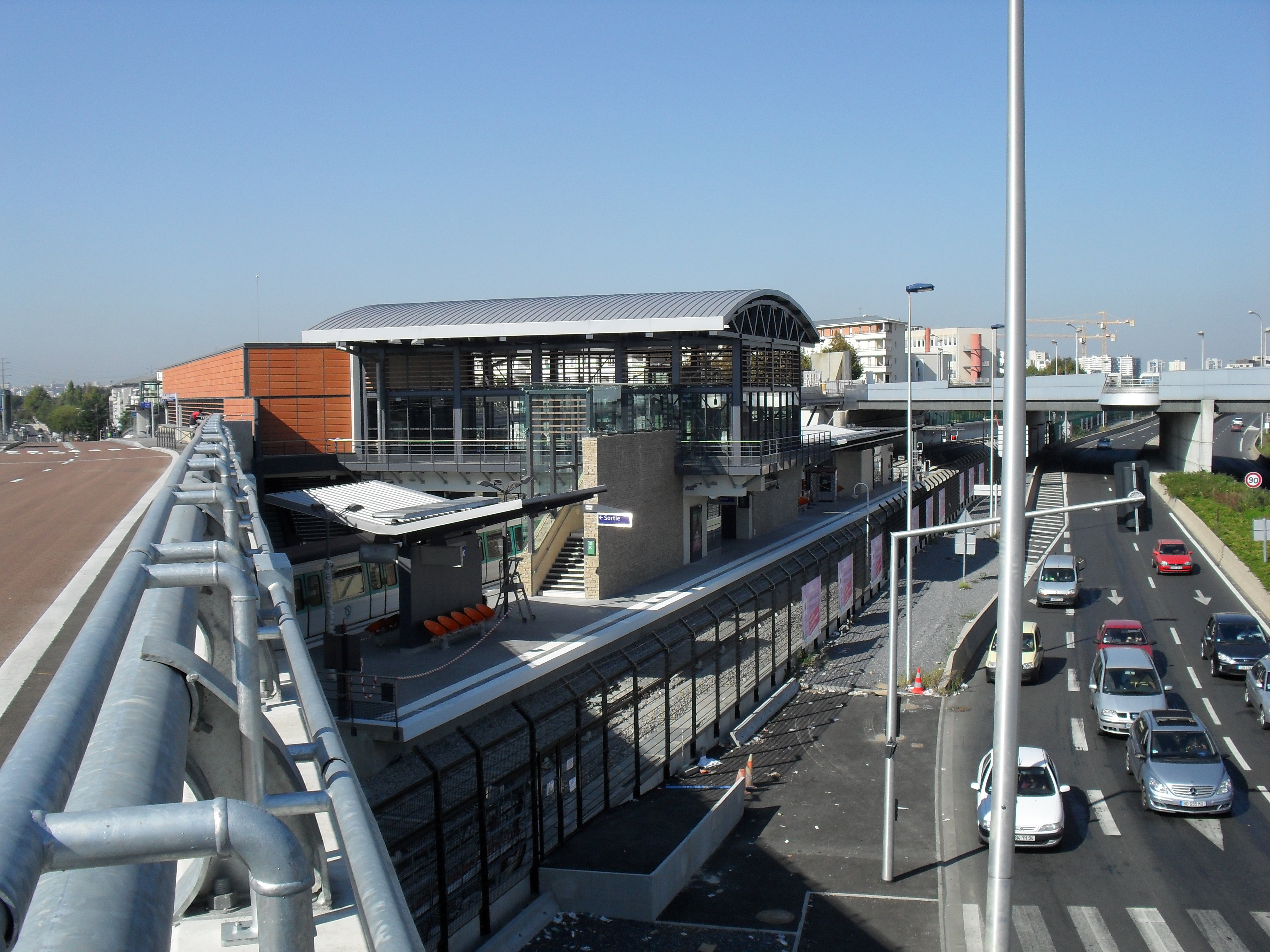
Terminal e deposito a Pointe du Lac

### Boulogne
| Atelier de Boulogne AMT L.9 |                                                    |
| Sede                        | 110, rue de Billancourt 92100 Boulogne Billancourt |
| Posizione                   | 48°50′07.18″N 2°14′05.53″E                         |
| Apertura                    | 1934                                               |
| Ristrutturazione            | in corso                                           |
| Superficie                  | 13 900 m²                                          |
| Impiegati                   | 60                                                 |
| Linee servite               | 9                                                  |
| Tipo di treni               | su ferro                                           |

A Boulogne si effettua la manutenzione dei treni della linea 9. Si trova a nord-est di Pont de Sèvres, alla quale si raccorda.

Essendo in fase di ristrutturazione, le sue funzioni sono momentaneamente espletate dai depositi Italie, Javel e Auteuil.

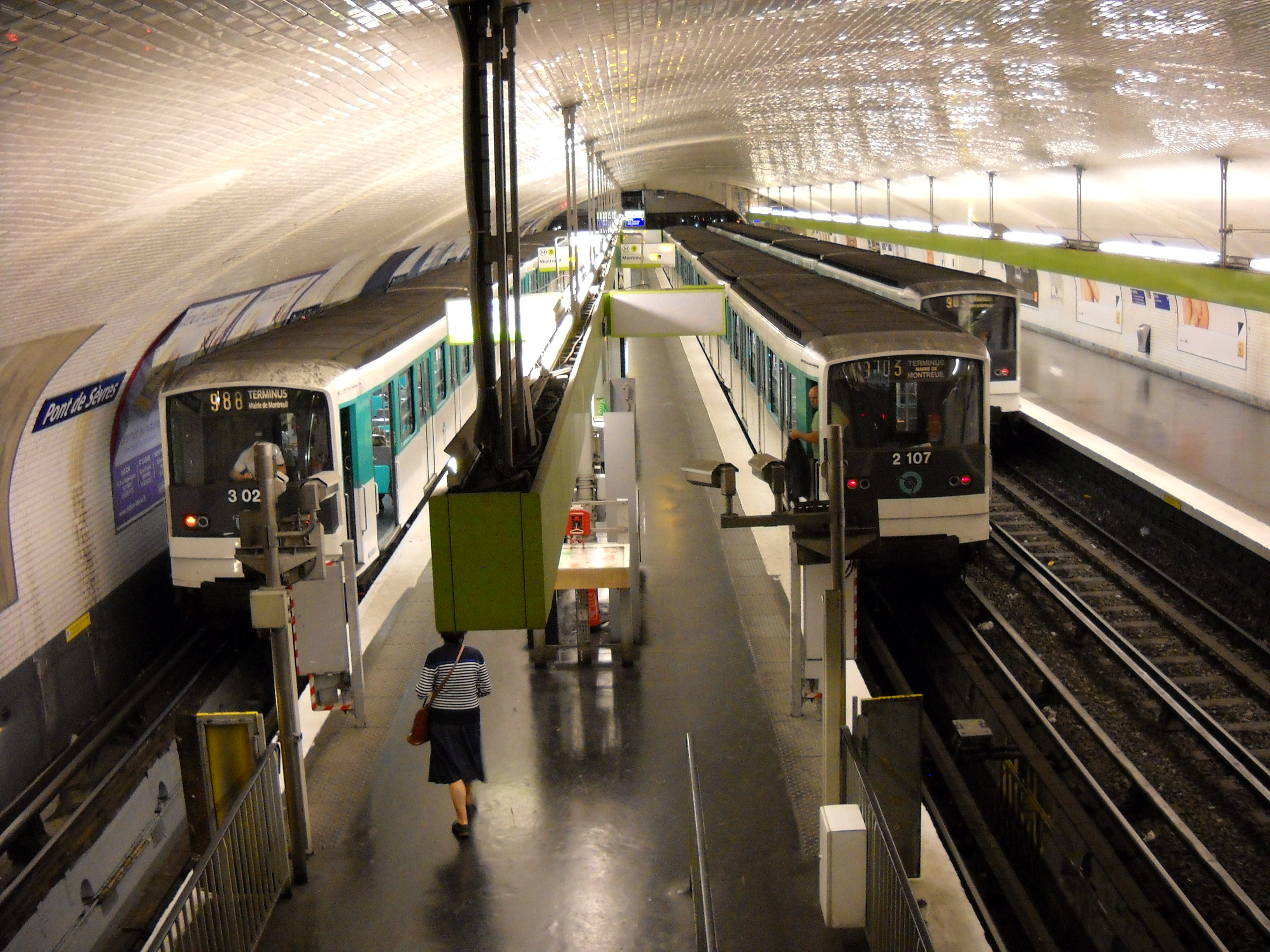
Pont de Sèvres, stazione di interscambio con il deposito

### Auteuil
| Atelier d'Auteuil AMT L.10 |                                                         |
| Sede                       | di fronte al nº 41, avenue Général Sarrail 75016 Parigi |
| Posizione                  | 48°50′34.49″N 2°15′16.46″E                              |
| Apertura                   | 1925                                                    |
| Superficie                 | 2900 m²                                                 |
| Impiegati                  | 30                                                      |
| Linee servite              | 9, 10                                                   |
| Tipo di treni              | su ferro                                                |

Il deposito di Auteuil si occupa della manutenzione dei treni della linea 10 e (transitoriamente) della linea 9. Si raccorda a metà strada fra Porte d'Auteuil e Michel-Ange Molitor. Si raccorda alla linea 9 a Porte de Saint-Cloud. Ha la particolarità di essere completamente sotterraneo, con un accesso pedonale in avenue Sarrail.

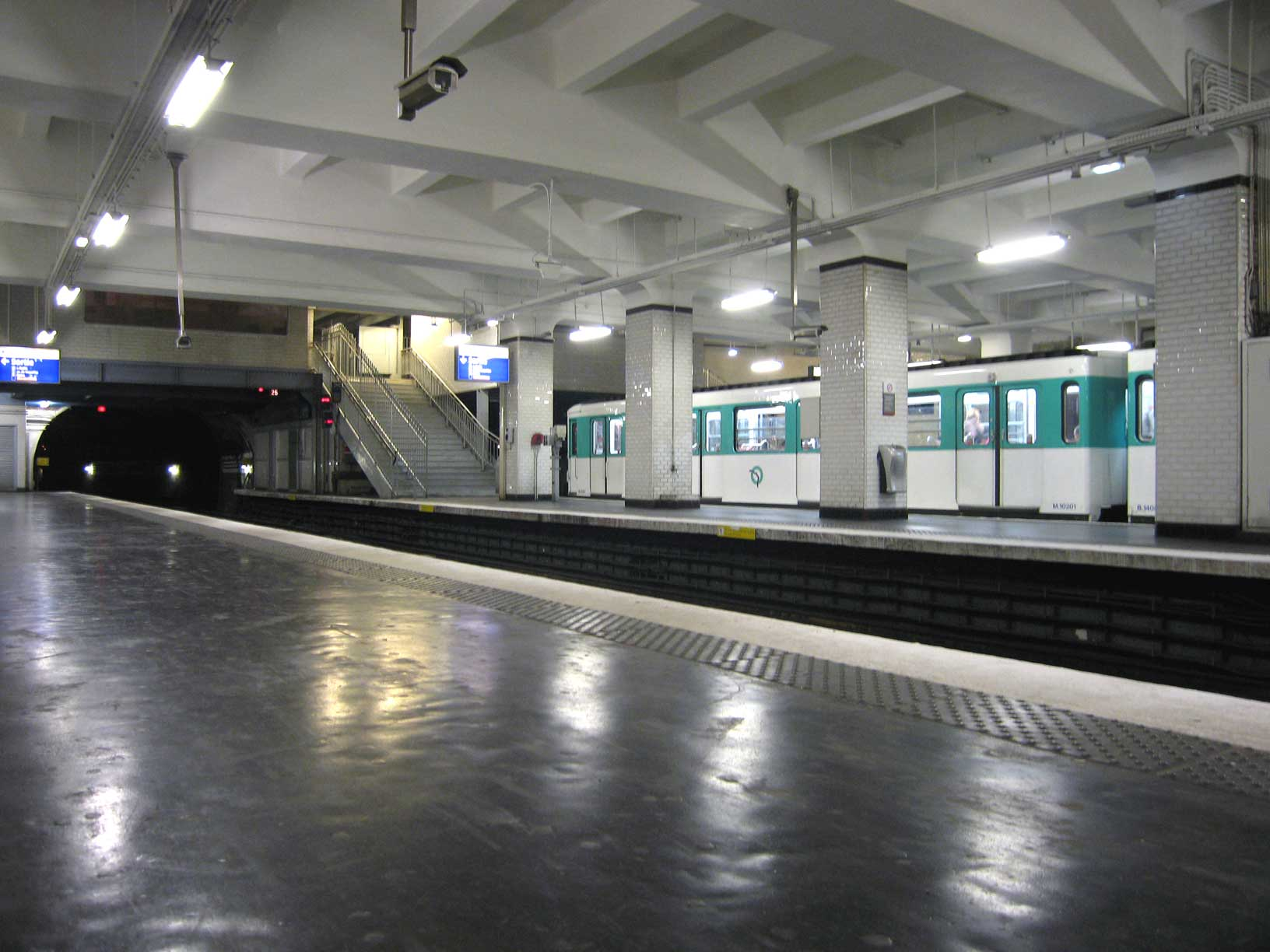
Porte de Saint-Cloud, punto di raccordo del deposito con la linea 9.

### Lilas
| Atelier de Lilas L.11 |                                                                  |
| Sede                  | di fronte al nº 19, boulevard du Général Leclerc 93260 Les Lilas |
| Posizione             | 48°52′50.86″N 2°25′25.06″E                                       |
| Apertura              | 1937                                                             |
| Ristrutturazione      | 1955                                                             |
| Superficie            | 2000 m²                                                          |
| Impiegati             | 40                                                               |
| Linee servite         | 11                                                               |
| Tipo di treni         | su gomma                                                         |

l deposito di Lilas svolge manutenzione per i treni della linea 11 Interamente sotterraneo e dotato di tre binari, è direttamente comunicante col capolinea di Mairie des Lilas.
Giudicato piccolo ed inefficiente, dovrebbe essere sostituito, a seguito del prolungamento della linea, da un nuovo deposito sito a Noisy-le-Sec, accanto all'autostrada A3, oppure a Rosny-sous-Bois, all'intersezione tra A3 e A86.

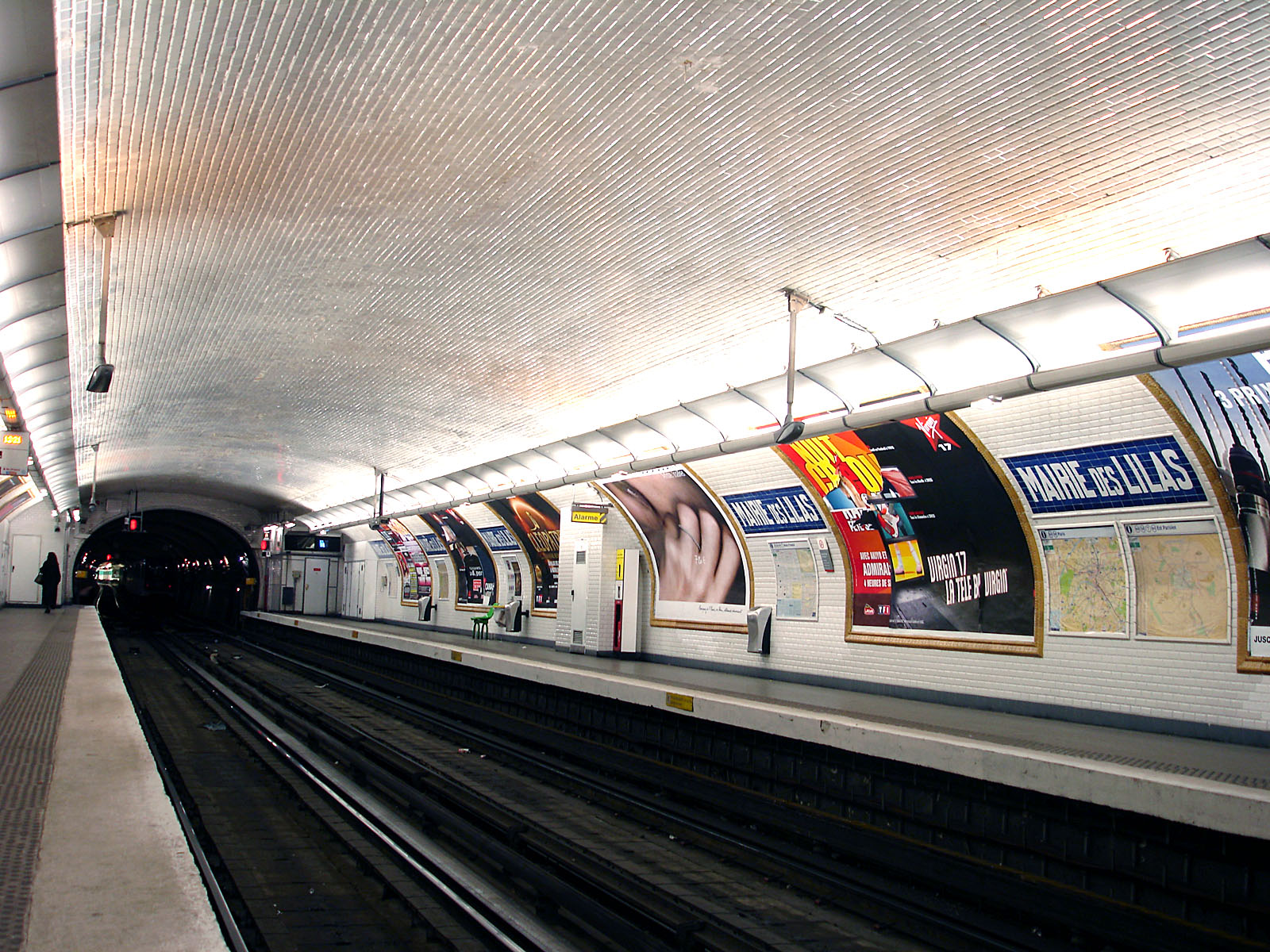
La stazione Mairie des Lilas. Sullo sfondo si intravede il deposito.

### Vaugirard
| Atelier de Vaugirard AMT L.12 - VMI |                                          |
| Sede                                | 224, rue de la Croix-Nivert 75015 Parigi |
| Posizione                           | 48°50′12.61″N 2°17′18.07″E               |
| Apertura                            | 1910                                     |
| Superficie                          | 23035 m²                                 |
| Impiegati                           | 89                                       |
| Linee servite                       | 12                                       |
| Tipo di treni                       | su gomma                                 |

Il deposito di Vaugirard svolge l'attività di manutenzione dei treni della linea 12, alla quale si raccorda a Porte de Versailles da due binari passanti sotto rue Auguste Chabrières. Vi ha sede la centrale di controllo (PCC) della linea 12.
Qui si fa altresì manutenzione ai veicoli da lavoro e si fabbricano i pezzi di ricambio per i convogli.

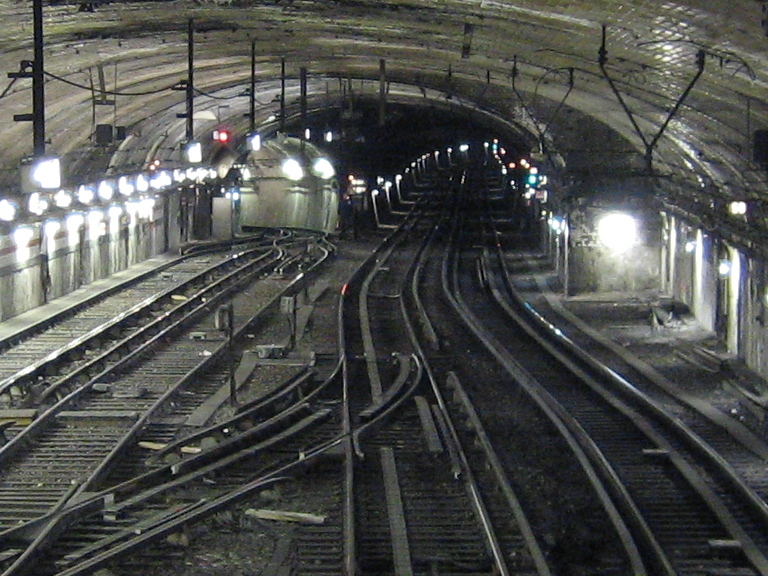
Accesso al deposito, al nord di Porte de Versailles
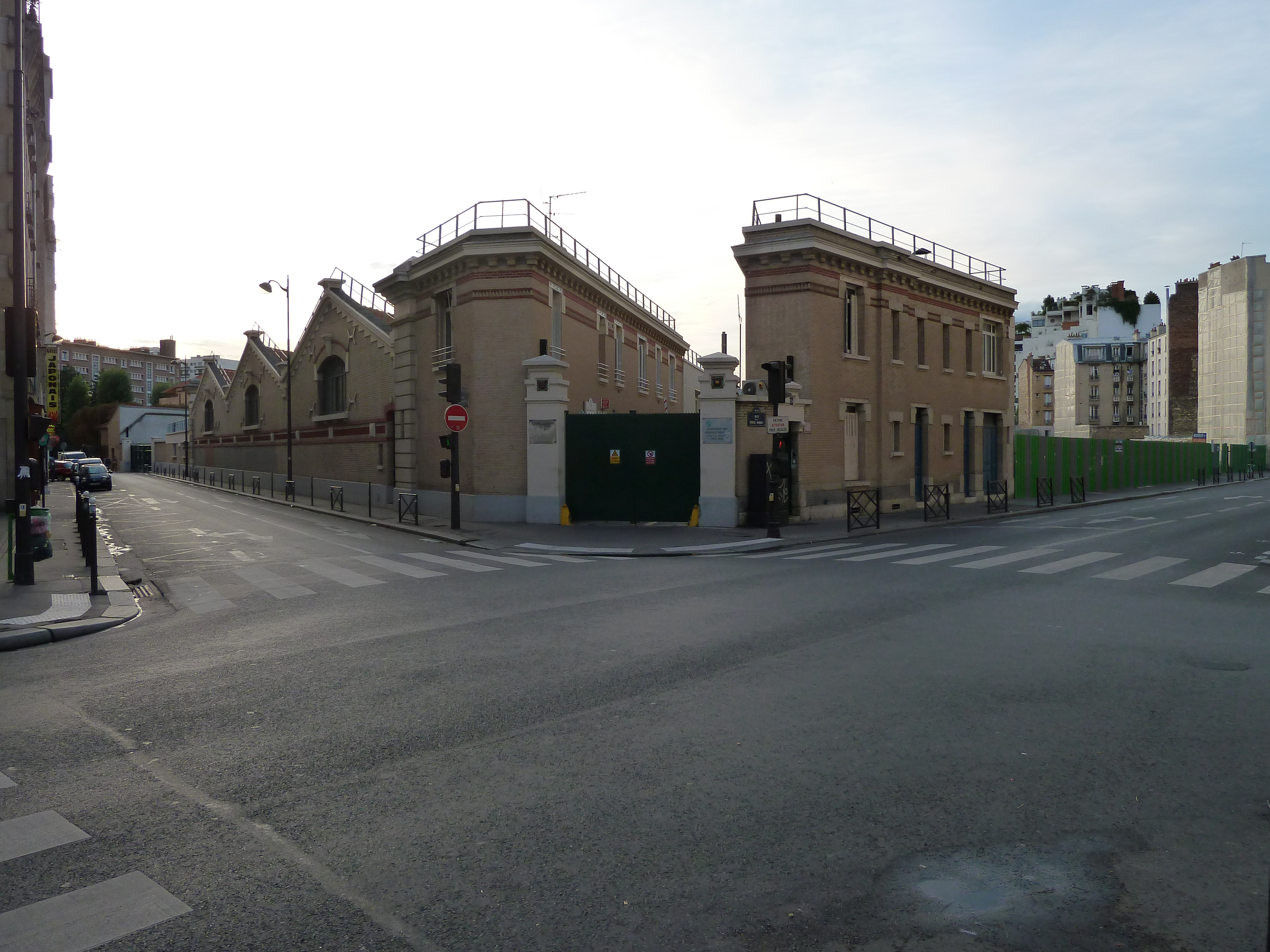
L'entrata in rue de la Croix-Nivert

### Pleyel
| Atelier de Pleyel AMT L.13 |                                         |
| Sede                       | 255, boulevard A. France 93200 St-Denis |
| Posizione                  | 48°55′13.28″N 2°20′50.23″E              |
| Apertura                   | 1969                                    |
| Impiegati                  | 56                                      |
| Linee servite              | 13                                      |
| Tipo di treni              | su ferro                                |

Come a Châtillon, il deposito sotterraneo di Pleyel si occupa della manutenzione dei treni della linea 13. Si raccorda alle stazioni Mairie de Saint-Ouen e Carrefour Pleyel (ex capolinea).

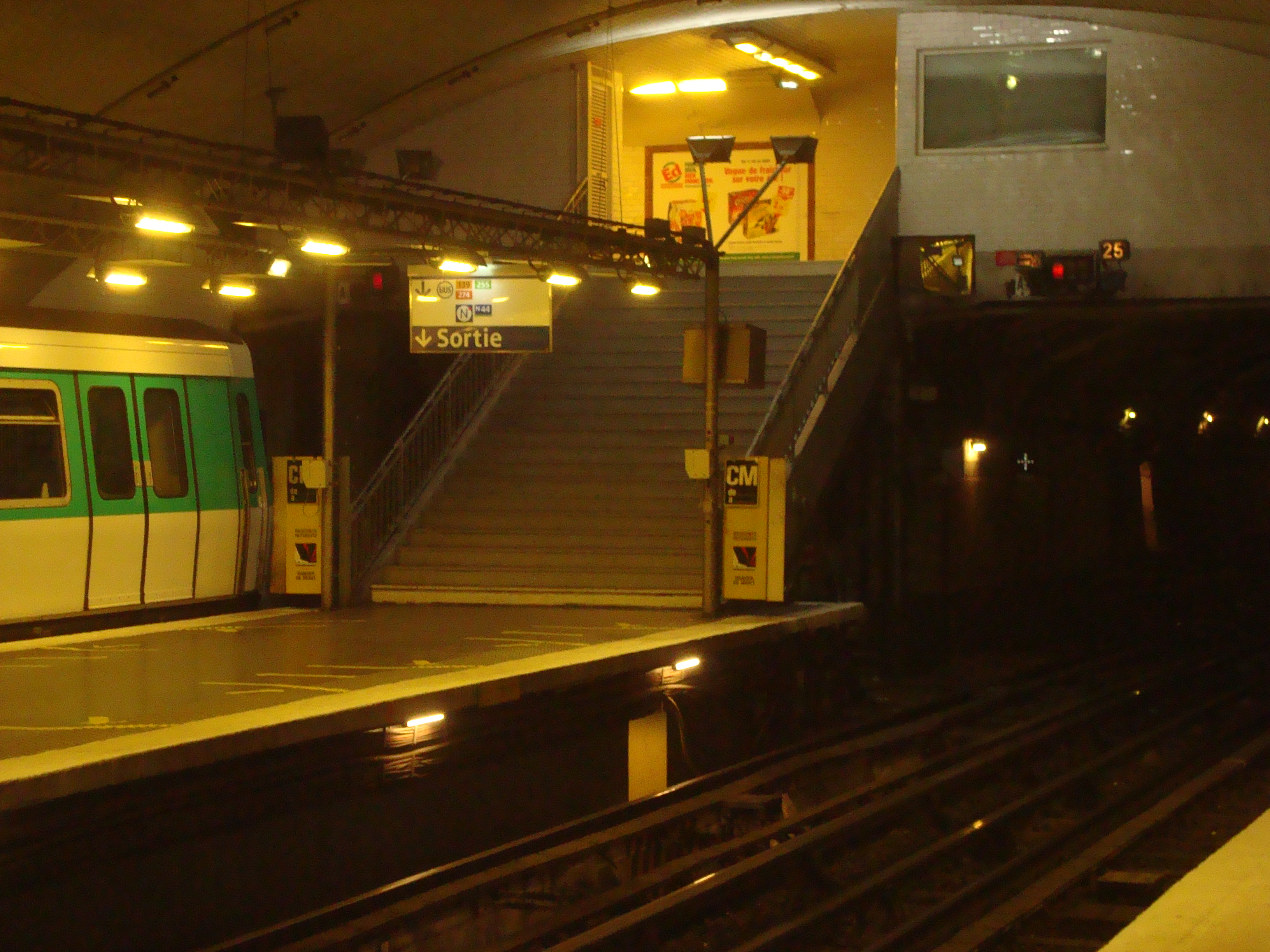
La stazione di Carrefour Pleyel, via di accesso al deposito.

### Châtillon
| Atelier de Châtillon L.13 |                                     |
| Sede                      | 1, avenue Jean-Jaurès 92220 Bagneux |
| Posizione                 | 48°48′09.22″N 2°18′05.03″E          |
| Apertura                  | 1998                                |
| Impiegati                 | 30                                  |
| Linee servite             | 13                                  |
| Tipo di treni             | su ferro                            |

Il deposito di Châtillon si trova accanto al deposito dei TGV della stazione di Parigi Montparnasse, sul prolungamento della linea 13 a sud del terminal di Châtillon - Montrouge.

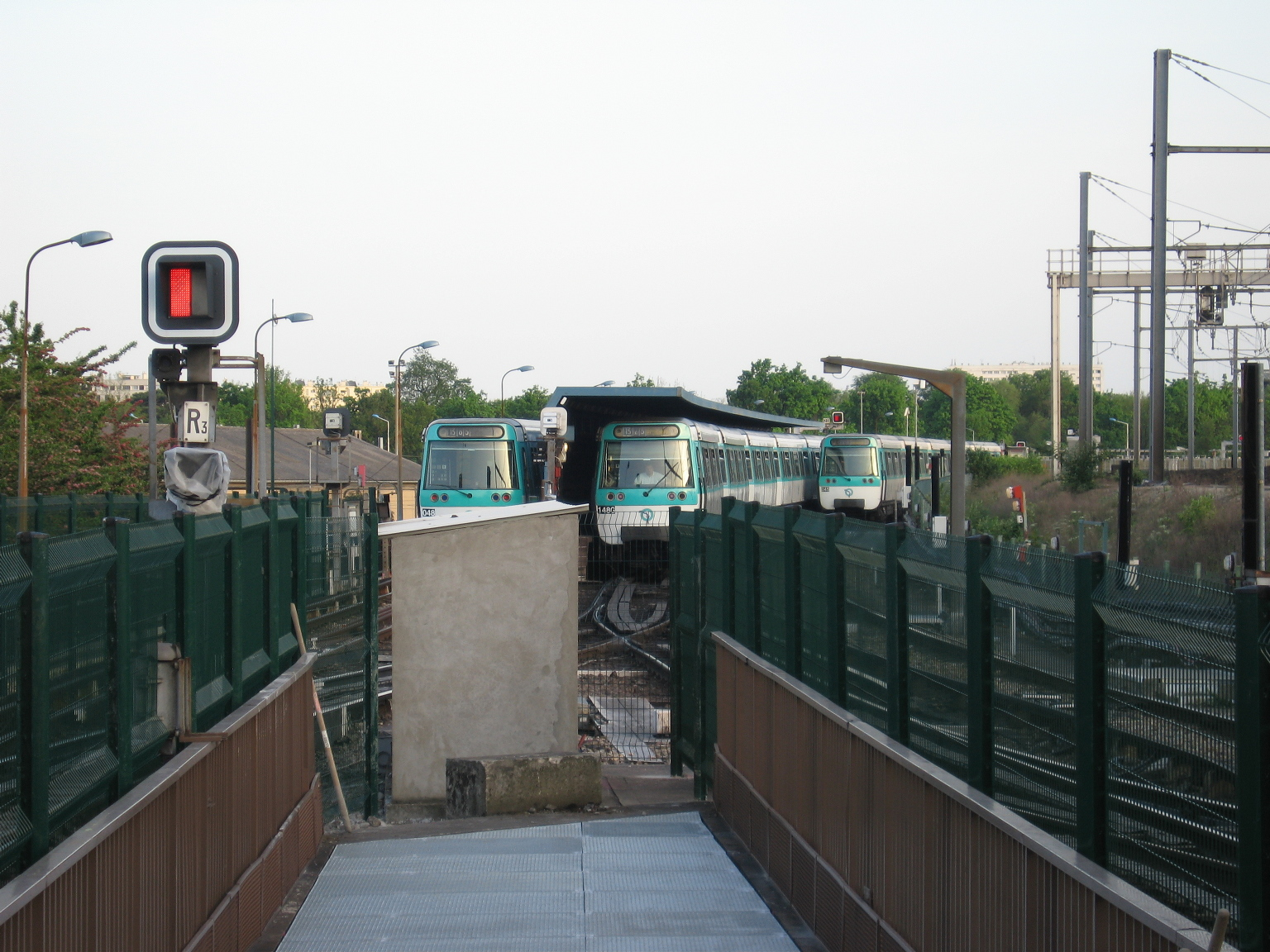
Entrata al deposito

### Maison Blanche
| Atelier de la Maison Blanche AMT L.14 |                                 |
| Sede                                  | 97 Avenue d'Italie 75013 Parigi |
| Posizione                             | 48°49′23.76″N 2°21′30.31″E      |
| Apertura                              | 2007                            |
| Impiegati                             | 30                              |
| Linee servite                         | 14                              |
| Tipo di treni                         | su gomma                        |

Il deposito di Maison Blanche si occupa della manutenzione dei treni della linea 14 (che prima era effettuato a Olympiades) e si situa sul prolungamento della linea 14 da Olympiades.
Consta di due binari. Sul suo sito sorgerà la nuova stazione Maison Blanche che farà a sua volta parte della linea 14, con possibilità di raccordarsi alla stazione Villejuif - Louis Aragon della linea 7. Il tunnel della 14 continua dopo il deposito per qualche decina di metri, per poi terminare in corrispondenza dei binari della linea 7.

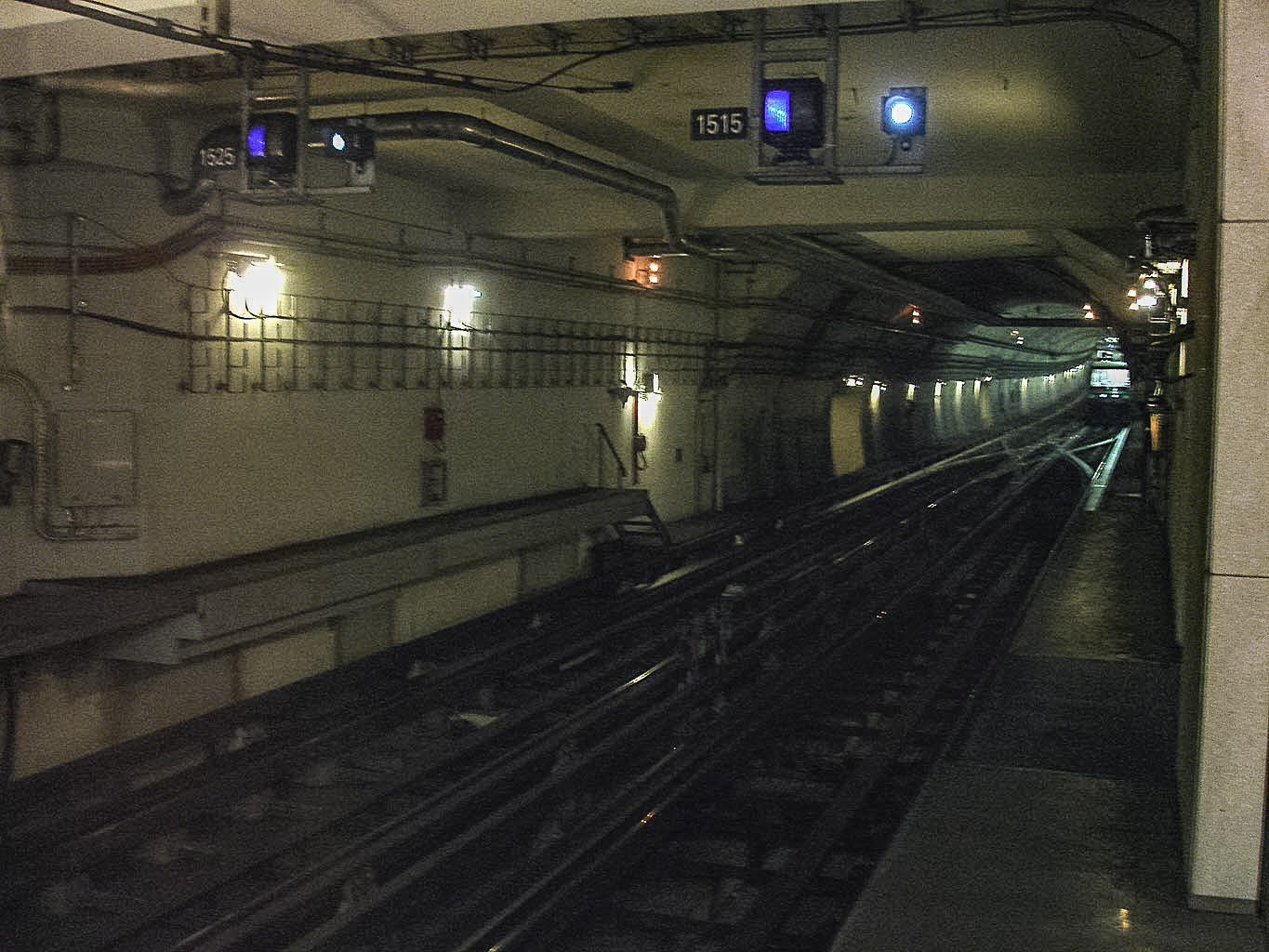
Tunnel d'accesso al deposito

### La Villette
| Atelier de la Villette VMI |                                     |
| Sede                       | 6-8, rue Sente à Bigot 75019 Parigi |
| Posizione                  | 48°54′06.04″N 2°22′58.23″E          |
| Superficie                 | 40000 m²                            |
| Impiegati                  | 15                                  |
| Linee servite              | veicoli di servizio                 |

Il deposito di La Villette è il punto di controllo per i lavori di manutenzione sulle installazioni di linea. Si collega alla rete ferroviaria nazionale e, tramite il vecchio terminal di Porte de la Villette, alla linea 7 del metrò.
I veicoli di questo deposito (Trattore Sprague, Trattore a marcia autonoma, vagoni pianale..) fanno manutenzione a Vaugirard. Tutte le sere, poco prima l'orario di fine servizio, i treni da lavoro escono dal deposito e raggiungono i punti in cui è necessario fare manutenzione.

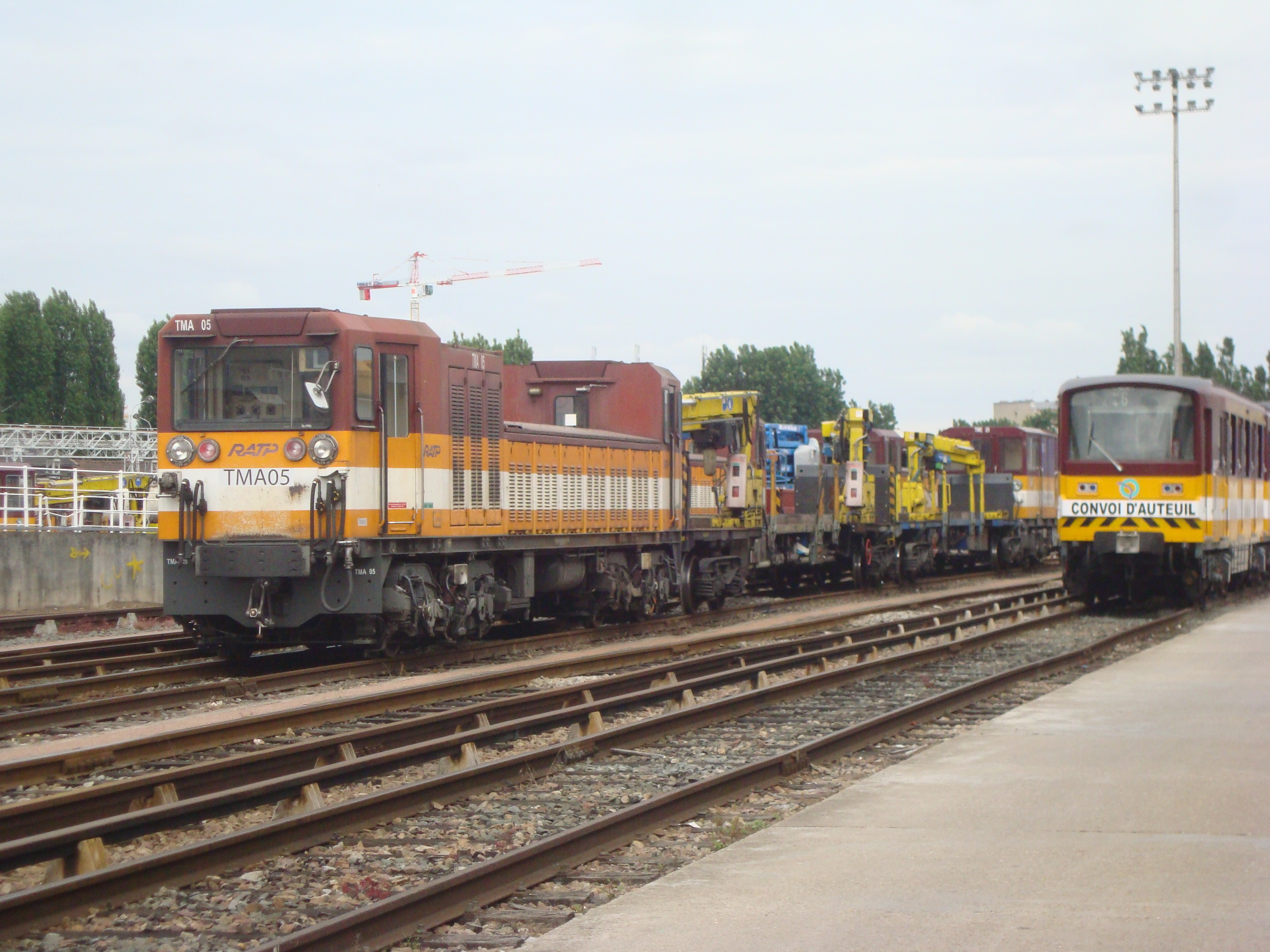
Trattore a marcia autonoma accanto al convoi d'Auteuil
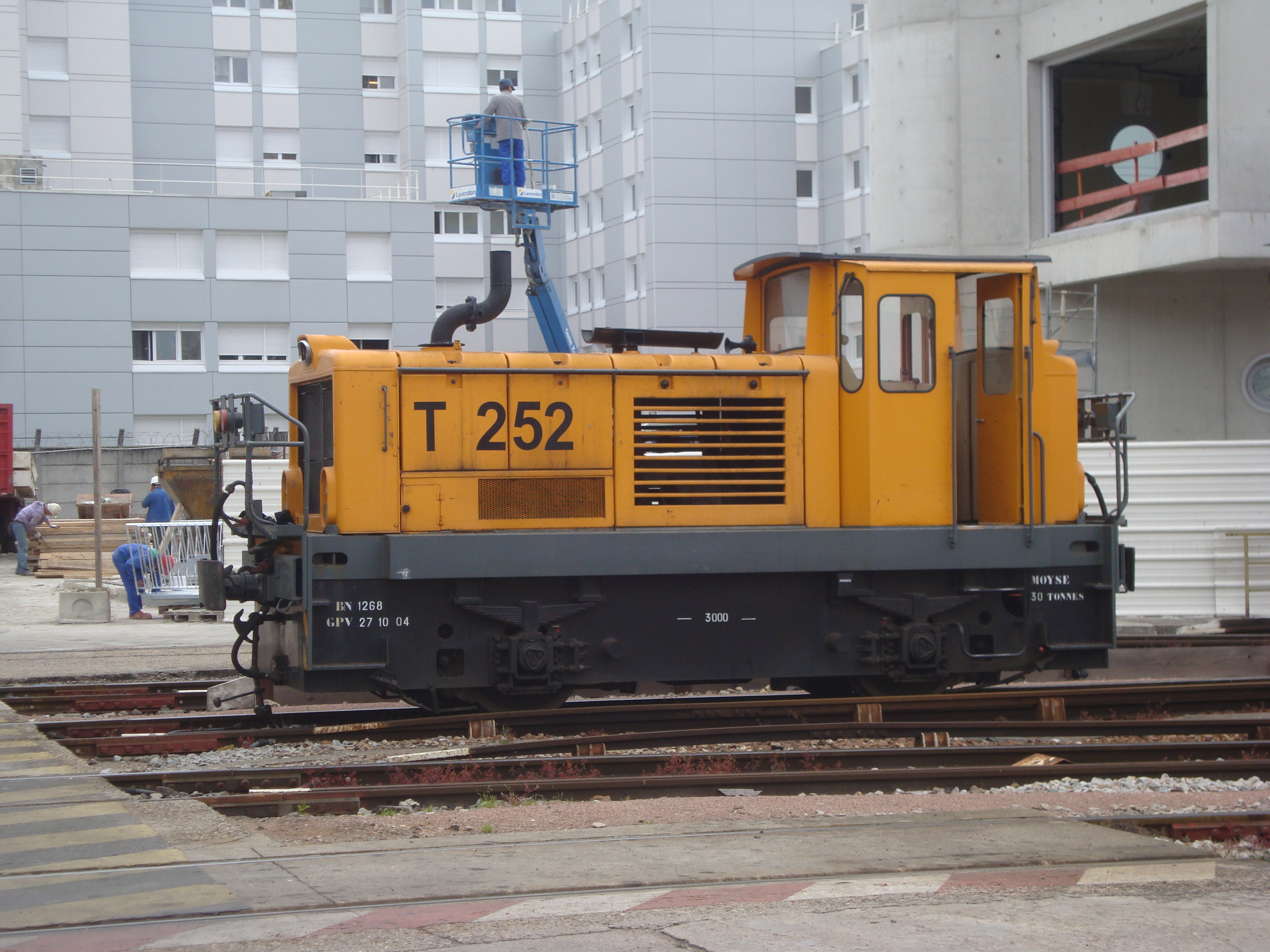
Trattore
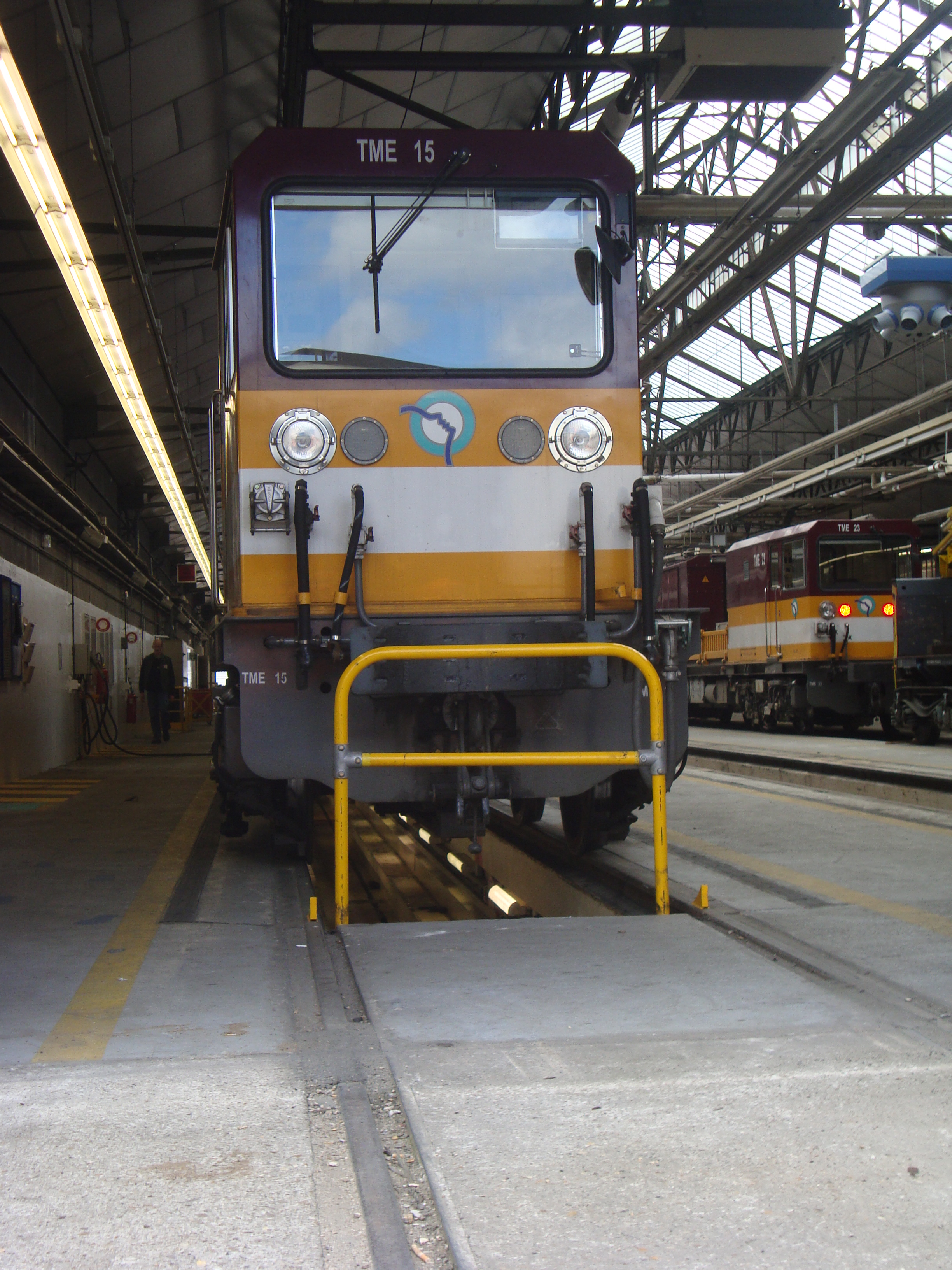
Trattore a marcia elettrica

## Depositi dismessi

### Tolbiac
Il deposito di Tolbiac si trovava alla stazione Olympiades e ha operato dal 1998 fino all'apertura del deposito di Maison Blanche.